# Campagna di Gallipoli
La campagna di Gallipoli, conosciuta anche come battaglia di Gallipoli, campagna dei Dardanelli o battaglia di Çanakkale (dal turco: Çanakkale Savaşı), fu una campagna militare intrapresa nella penisola di Gallipoli dagli Alleati nel corso della prima guerra mondiale con l'obiettivo di forzare lo stretto dei Dardanelli al fine di occupare Costantinopoli, costringere l'Impero ottomano a uscire dal conflitto e ristabilire le comunicazioni con l'Impero russo attraverso il Mar Nero.
La campagna, pianificata dalla Royal Navy e dalla Marine nationale, doveva inizialmente articolarsi su una serie di attacchi navali che, condotti dal 19 febbraio al 18 marzo 1915, non ottennero i risultati previsti; il 25 aprile 1915 tre divisioni alleate furono sbarcate sulla penisola di Gallipoli, mentre altre due furono utilizzate in azioni diversive, in quella che si può considerare la prima operazione anfibia contemporanea su vasta scala e dalla quale scaturirono studi teorici che influenzarono profondamente successive operazioni analoghe. L'azione fu studiata in modo da eliminare le fortificazioni avversarie e rilanciare l'assalto navale, ma lo svolgimento delle operazioni non andò come previsto dai comandi alleati: l'improvvisata organizzazione della catena di comando, la confusione durante gli sbarchi, le carenze logistiche e l'inaspettata resistenza dei reparti ottomani coadiuvati da elementi tedeschi impedirono di ottenere un'importante vittoria strategica, trasformando la campagna in una sanguinosa serie di sterili battaglie a ridosso delle spiagge.
L'evacuazione finale delle teste di ponte tra il novembre 1915 e il gennaio 1916 (svoltasi peraltro assai più ordinatamente dello sbarco) suggellò uno dei più disastrosi insuccessi della Triplice intesa durante l'intera guerra; il fallimento costò al corpo di spedizione circa 250 000 morti e feriti e fu aggravato dalla perdita di diverse unità navali di grosso tonnellaggio, nonostante gli Alleati avessero goduto di un'assoluta superiorità numerica e tecnica a confronto con le esigue forze navali ottomane.
La vittoria di Çanakkale e la tenace resistenza dell'impero ottomano, guidato dal tenente colonnello Mustafa Kemal Atatürk, è considerata come uno degli eventi che hanno dato luogo alla nascita della Turchia moderna.

## Antefatti

### L'alleanza turco-tedesca
Già prima della fine del 1914 governi e Stati Maggiori delle nazioni belligeranti constatarono l'impasse sul fronte occidentale e ciascuno di essi si mise quindi alla ricerca di una via d'uscita. Il nuovo comandante in capo tedesco Erich von Falkenhayn, tenendosi fedele al piano Schlieffen, tentò uno sfondamento decisivo a ovest sottovalutando l'importanza del fronte orientale, dove invece avrebbe potuto ottenere risultati decisivi; fu però grazie a von Falkenhayn che venne presto raffinata la tecnica di trinceramento campale e irrobustito il sistema produttivo, gettando le basi per quella riorganizzazione economica che avrebbe consentito alla Germania di gestire le risorse nonostante il blocco navale britannico. Nell'autunno del 1914 si registrò inoltre l'unico importante successo della diplomazia tedesca nel corso del conflitto: l'entrata in guerra dell'Impero ottomano a fianco degli Imperi centrali, che in tal modo si assicurarono il controllo dello stretto dei Dardanelli, impedendo agli Alleati di far arrivare aiuti e rifornimenti alla Russia attraverso il Mar Nero.
Ormai sicuro della guerra tra Germania e Russia ma incerto sull'entrata in guerra del Regno Unito, il 27 luglio il gran visir Said Halim Pascià rispose, su istigazione del germanofilo Ministro della Guerra Ismail Enver Pascià, ai precedenti approcci tedeschi chiedendo all'ambasciatore di Germania la stipulazione di un'alleanza segreta contro la Russia. Il 2 agosto, all'insaputa del gabinetto ottomano, il patto venne siglato e il 3 agosto vennero posate le prime mine marine nei Dardanelli; di sua iniziativa, Enver mobilitò le prime truppe. Quel giorno stesso il Regno Unito fece sapere che aveva sequestrato le due nuove navi da battaglia Sultan Osman I e Reshadieh promesse alla flotta ottomana, provocando indignazione tra la popolazione e i militari turchi nonostante l'offerta di un indennizzo. Il 4 l'entrata in guerra dell'Impero britannico moderò in un primo tempo le ambizioni della Turchia ottomana e sembrò mandare in crisi l'appena conclusa alleanza, visto che i turchi ottomani erano poco propensi a un confronto diretto con la maggiore potenza navale dell'epoca; tuttavia la perdita delle due corazzate giocò a favore della diplomazia tedesca. Il 10 agosto, dopo essere sfuggite alla flotta britannica nel Mar Mediterraneo, le navi tedesche Goeben e Breslau ottennero il permesso di riparare in Turchia attraverso i Dardanelli, nonostante le proteste britanniche.
Il Regno Unito si dimostrò molto restio a entrare in guerra contro la Turchia, nonostante il suo atteggiamento sempre più provocatorio. L'Impero britannico doveva tener conto dei milioni di sudditi musulmani e mantenne un atteggiamento passivo fino agli ultimi giorni di ottobre quando la Goeben, divenuta l'ammiraglia della flotta ottomana con il nome di Sultan Yavuz Selim (la Breslau era stata del pari rinominata come Midilli) e sotto il comando di Wilhelm Souchon, guidò una squadra ottomana in un'incursione nel Mar Nero contro i porti dell'alleato russo di Odessa e Sebastopoli, dove distrusse un posamine e depositarono ordigni navali lungo le rotte mercantili russe. Francia e Regno Unito dichiararono guerra all'Impero ottomano il 31 ottobre 1914, ma le prime rappresaglie risultarono insignificanti: il 1º novembre i britannici attaccarono un posamine turco nel porto di Smirne e il giorno seguente un loro incrociatore bombardò il porto turco di ʿAqaba (nella Giordania ottomana) sul Mar Rosso. Il 3 novembre navi da guerra britanniche cannoneggiarono per la prima volta i forti turchi nei Dardanelli, distruggendo la fortezza di Sadd al-Bahr (Diga del mare), sulla riva settentrionale; nello stesso giorno le prime truppe russe entrarono in Anatolia da est. L'Impero ottomano rispose dichiarando guerra all'Impero zarista.
Sebbene il suo apparato economico-militare fosse poco solido, l'Impero Ottomano era entrato nel conflitto con il supporto logistico e militare della Germania. Da settembre si trovava nei Dardanelli il colonnello tedesco Erich Paul Weber, cui venne affidata l'organizzazione delle difese dello stretto: costui assegnò al capitano Gehl della marina imperiale la posa delle mine e mise artiglieri tedeschi in servizio nei forti di Kilitbahir e Çanakkale, quest'ultimo comandato dal tenente colonnello Wehrle che vi fece installare otto batterie di obici a guardia dello stretto. A Gallipoli durante quell'inverno non ci furono azioni militari di alcun genere: i russi non erano in grado di minacciare seriamente i turchi, mentre i britannici preferirono sbarcare truppe ad al-Faw in Mesopotamia, marciare fino ad al-Qurna alla confluenza tra il Tigri e l'Eufrate e proteggere così i giacimenti petroliferi di Abadan contro possibili iniziative turche.

### La richiesta di intervento
Nel frattempo, lo stallo della guerra di trincea a occidente divenne totale: gli attacchi francesi nell'inverno del 1914-1915 nell'Artois, sull'Aisne, nella Champagne e nel Woëvre si infransero contro l'abilità difensiva tedesca. Invece di rivolgersi ad attacchi frontali, logoranti e infruttuosi, i britannici elaborarono una strategia che considerava il nemico un tutto unico cui l'offesa doveva essere portata da più teatri bellici, sfruttando la tradizionale strategia anfibia del Regno Unito, forte della sua vasta potenza navale: nell'ottobre 1914 il primo lord del mare Lord John Fisher ventilò l'opzione di uno sbarco sulla costa tedesca, progetto seguito nel gennaio 1915 dalla proposta di lord Horatio Kitchener di uno sbarco nel golfo di Alessandretta per troncare la linea di comunicazione della Turchia con l'est; la strategia che alla fine prese piede, seppur dopo molte polemiche, fu quella ideata da Winston Churchill, Primo lord dell'ammiragliato, che prevedeva una spedizione anfibia per forzare lo stretto dei Dardanelli.
Il 2 gennaio 1915 Kitchener ricevette un messaggio dal granduca Nicola Romanov che lo sollecitava a effettuare un'azione diversiva per alleggerire la pressione ottomana contro le forze russe nel Caucaso. Non potendo inviare truppe, Kitchener suggerì di prendere tempo con un'azione navale dimostrativa contro i Dardanelli; Churchill propose di trasformarla in un tentativo di forzamento dello stretto, avendo intuito i maggiori vantaggi strategici ed economici in gioco. Al Consiglio di guerra britannico del 5 gennaio 1915 Lord Kitchener dichiarò che « [...] i Dardanelli appaiono l'obiettivo più idoneo, perché vi si può condurre un attacco in collaborazione con la marina»; se fosse riuscito avrebbe permesso di ristabilire le comunicazioni con la Russia, risolvere la questione del Vicino Oriente, coinvolgere nel conflitto la Grecia e forse Bulgaria e Romania, nonché attingere alle riserve di grano russo e liberare le navi da trasporto bloccate nel Mar Nero. Il segretario del Consiglio di guerra, colonnello Hankey, era ancora più ottimista e affermò che la vittoria nei Dardanelli « [...] ci offrirebbe l'accesso al Danubio, che potremmo sfruttare come linea di comunicazione per un'armata che penetri nel cuore dell'Austria-Ungheria, mentre la nostra forza marittima farebbe sentire il suo peso nel cuore stesso dell'Europa». Il forzamento dello Stretto avrebbe dovuto costituire una svolta nell'andamento della guerra; se fosse riuscito avrebbe posto termine allo stallo sul fronte occidentale, un quadro strategico che fu sanguinosamente confermato dalla battaglia di Neuve-Chapelle del marzo 1915.

### Le ambizioni alleate

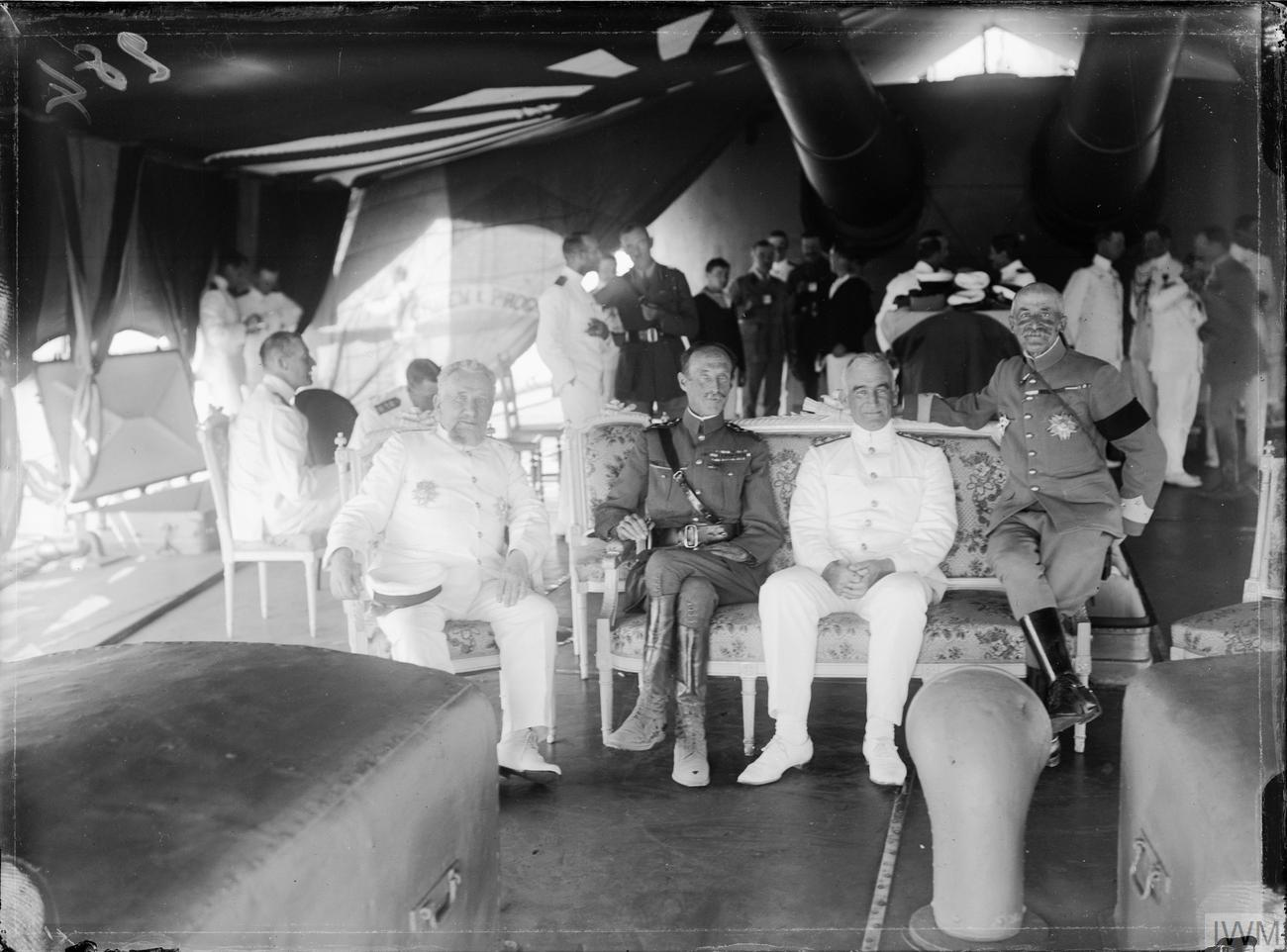
I quattro comandanti in capo delle forze alleate riuniti sulla HMS Queen Elizabeth presso i Dardanelli nel 1915. Da sinistra: il viceammiraglio Augustin Boué de Lapeyrère, il generale Sir Ian Hamilton, il viceammiraglio John de Robeck e il generale Maurice Camille Bailloud

I piani di un forzamento navale elaborati dal comandante delle forze navali nel Mediterraneo orientale, ammiraglio Sackville Carden, prevedevano che il 18 marzo una forza navale anglo-francese si aprisse un varco negli Stretti penetrando nel Mar di Marmara per poi raggiungere Costantinopoli. Il Consiglio di guerra britannico discusse approfonditamente le mosse successive all'attacco: non solo Churchill, le cui navi costituivano una componente essenziale, ma anche i suoi colleghi prevedevano che la Royal Navy sarebbe avanzata rapidamente nei Dardanelli e che la capitale turca sarebbe precipitata nel panico quando la grande squadra britannica si fosse presentata alle sue porte, mentre Lord Kitchener ipotizzò che il passaggio delle navi attraverso lo Stretto avrebbe provocato la fuga della guarnigione turca dalla penisola di Gallipoli, rendendo superfluo uno sbarco; era dunque opinione comune che sarebbero bastate unicamente le navi da guerra per ottenere il successo e Kitchener era inoltre convinto che, con negoziati equi e pazienti, anche le restanti truppe turche in Europa si sarebbero con ogni probabilità arrese. Il Ministro degli Esteri Edward Grey prevedeva che, dopo la vittoria navale nei Dardanelli, a Costantinopoli si sarebbe verificato un vero e proprio colpo di Stato che avrebbe svincolato la Turchia dagli Imperi centrali per ritornare alla neutralità; Churchill arrivò addirittura a prospettare l'arruolamento di soldati turchi negli eserciti alleati come mercenari.
In tutti coloro che ritenevano imminente un trionfo della marina anglo-francese nei Dardanelli, si risvegliarono appetiti di conquiste territoriali. Lord Kitchener voleva che il Regno Unito si annettesse le città ottomane di Aleppo e Alessandretta in Siria; il Ministero della Marina intendeva prendersi tutta la valle dell'Eufrate, da Urfa a Baghdad fino a Bassora per impedire alla Russia di raggiungere le acque del Golfo Persico; Lewis Harcourt, ministro delle Colonie, desiderava che il Regno Unito incorporasse il porto di Marmaris nell'Anatolia meridionale. I possibili incrementi territoriali derivanti da un crollo dell'Impero ottomano destarono gli interessi di vari paesi, favorevoli quindi ai progetti dell'Intesa: alla Russia sarebbero andate la provincia orientale dell'Armenia e la capitale Costantinopoli, promessele dai britannici nel corso degli accordi segreti del 1908; la Grecia avrebbe ottenuto come risarcimento la provincia di Smirne, ove viveva una consistente comunità ellenica; l'Italia avrebbe ottenuto la provincia di Adana, nell'Anatolia meridionale, e la Francia la provincia di Siria compreso il Libano; infine, per attirarla dalla loro parte, gli anglo-francesi promisero alla Bulgaria di riconoscerle il porto di Alessandropoli sull'Egeo, strappato agli ottomani nel 1913. Fu anche discusso se cedere a Grecia, Romania e Bulgaria alcuni porti nel Mar di Marmara. Dalla riuscita dell'attacco dipendevano quindi molte aspirazioni nazionali e numerosi mutamenti territoriali.

## I preparativi

Truppe francesi prendono terra nella base di Lemno in attesa delle operazioni di sbarco a Gallipoli.

Ai preparativi per un attacco navale il governo britannico affiancò lo studio di un attacco terrestre. Il 9 febbraio Lord Kitchener si disse molto più favorevole a destinare truppe sul fronte macedone piuttosto che nei Dardanelli per attirare la Grecia dalla parte dell'Intesa; concesse l'invio a Salonicco della 29ª divisione regolare affiancata da una divisione francese, ma la promessa di due divisioni non bastò alla Grecia che pretendeva anche l'ingresso della Romania nell'Intesa. Di conseguenza il 16 febbraio il Consiglio di Guerra decise di inviare la 29ª divisione nel porto di Moudros, nell'Egeo, unitamente alle truppe di stanza in Egitto, con l'ordine di tenersi pronte ad appoggiare in caso di necessità l'attacco navale contro i Dardanelli. Il comandante dell'esercito francese Joseph Joffre, tuttavia, scorse nell'invio della 29ª divisione in Medio Oriente un inquietante presagio di quella che sarebbe potuta diventare la destinazione delle nuove unità dell'esercito britannico a scapito del fronte occidentale; così, fedele alla sua lealtà nei confronti dei francesi, al successivo consiglio di guerra svoltosi il 19 Kitchener asserì con un completo voltafaccia che la 29ª divisione sarebbe stata da considerare indisponibile e al suo posto consigliò l'invio di due divisioni australiane e neozelandesi, scarsamente addestrate. Quello stesso giorno iniziò l'attacco navale e alla notizia della caduta dei forti esterni il governo turco si apprestò a riparare all'interno dell'Asia Minore.
Il corpo da sbarco venne denominato Mediterranean Expeditionary Force (MEF) ed era composto dalla 29ª divisione britannica, dalla Royal Naval Division, dall'Australian and New Zealand Army Corps (ANZAC) del generale William Birdwood, dal 3º squadrone della Royal Naval Air Service con base a Tenedo e dal Corps expéditionnaire d'Orient francese al comando del generale Albert d'Amade. Nel complesso il MEF, il giorno dello sbarco, contava circa 75 000 uomini.

### Errori britannici
I primi bombardamenti navali destarono scalpore; i tedeschi si aspettavano la comparsa della forza alleata al largo di Costantinopoli, mentre Italia e Grecia cominciarono a dimostrarsi più inclini a entrare in guerra. In questo frangente fu accantonata l'iniziale pianificazione che prevedeva di sospendere l'attacco se le difficoltà o le perdite fossero state eccessive; i capi britannici tutti, con la sola eccezione di David Lloyd George, convennero che le operazioni dovevano continuare, se necessario con forze di terra.
(Lord Kitchener)
Nonostante l'affermazione, Kitchener autorizzò l'impiego della 29ª divisione solo il 10 marzo e soltanto il 12 marzo designò il generale Sir Ian Standish Monteith Hamilton quale comandante della spedizione; a questo grave ritardo s'aggiunse la negligenza del Ministero della Guerra di Londra che non aveva preso alcun tipo di misure: perciò quando il 13 marzo Hamilton partì, non erano stati neppure raccolti i componenti di quello che avrebbe dovuto essere il suo Stato maggiore; egli inoltre disponeva di scarse informazioni sulle difese turche, un manuale dell'esercito turco del 1912, un rapporto prebellico sui forti dei Dardanelli e una carta geografica imprecisa, tale da costringere alcuni suoi uomini a fare incetta di guide di Costantinopoli in libreria.
Il 17 marzo Hamilton raggiunse la squadra navale e dovette constatare l'inadeguatezza dell'isola di Lemno come base a causa della scarsità di acqua, nonché della mancanza di banchine e difese adeguate nel porto di Moudros; inoltre le truppe già presenti sul posto erano state sistemate tanto disordinatamente sulle navi che Hamilton ritenne imperativo farle scendere a terra e ridistribuirle in modo più razionale. Il generale spostò dunque la base ad Alessandria e vi diresse tutti i trasporti truppe; il carico di uomini, rifornimenti e mezzi fu effettuato in modo così caotico e disorganizzato che i battaglioni erano spesso separati dai loro mezzi di trasporto di prima linea, i carri dai loro cavalli, i cannoni dalle relative munizioni e addirittura le bombe dalle loro spolette.

### Le difese ottomane

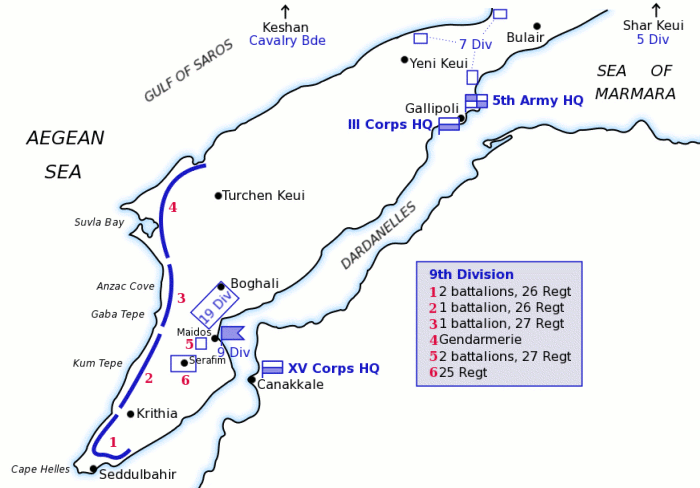
La disposizione delle truppe ottomane della 5ª armata nella parte meridionale della penisola di Gallipoli.

Le fortificazioni e le altre difese dei Dardanelli erano state recentemente rinforzate dagli ottomani sotto la direzione dei consiglieri militari tedeschi. L'imboccatura del braccio di mare, larga 3 600 metri, era protetta da due forti dotati di cannoni, Sedd el Bahr sul lato europeo e Kum Kale su quello asiatico; subito dopo l'imboccatura il canale raggiungeva la sua larghezza massima di poco più di 7 chilometri, per poi restringersi progressivamente fino a ridursi a 1 250 metri davanti alla cittadina di Çanakkale: qui si trovavano le difese principali, con altri due forti (Kilid Bahr a ovest e Çanakkale a est), varie batterie di artiglieria dislocate lungo la costa e una decina di campi di mine navali disposti perpendicolarmente alla terraferma. Le difese dello stretto ammontavano a circa 72 cannoni tra pezzi datati e moderni; i più efficaci erano gli obici da 152 mm dislocati in postazioni mobili, capaci di essere spostati rapidamente e che quindi rappresentavano un bersaglio difficile da localizzare. Erano poi state preparate alcune batterie di lanciasiluri, unità di riflettori e finte batterie che emettevano solo fumo per sviare il tiro degli attaccanti.
Come la maggior parte degli equivalenti europei suoi contemporanei, nel 1914 l'esercito ottomano (Osmanlı İmparatorluğu Ordusu) era basato sulla leva militare obbligatoria: tutti i maschi con più di 18 anni dovevano prestare servizio per due anni (tre per le armi diverse dalla fanteria, cinque per la marina) nelle forze regolari (Nizam), passando poi per i successivi 20 anni nella riserva (Redif) mobilitata solo in tempo di guerra; a fine 1914, con il completamento della mobilitazione, l'esercito ottomano poteva schierare circa 1 000 000 di uomini suddivisi in 70 divisioni, anche se la necessità di coprire quattro fronti principali (Dardanelli, Caucaso, Sinai e in seguito Mesopotamia) rese impossibile concentrare le risorse militari.
La difesa dei Dardanelli era responsabilità della 5ª armata ottomana forte di sei divisioni per un totale di circa 80 000 uomini, in maggioranza coscritti appena mobilitati; la grande unità era comandata dal generale tedesco Otto Liman von Sanders (inviato in Turchia dal Kaiser Guglielmo II nella prima metà del 1914), che giunse nella penisola di Gallipoli il 26 marzo 1915. Von Sanders posizionò due divisioni, la 3ª e l'11ª, a Kum Kale sul lato asiatico dello stretto, il punto ritenuto più probabile per uno sbarco, mentre a nord della penisola collocò la 5ª divisione a protezione del golfo di Saros e la 7ª a guardia della cittadina di Bolayır e dei collegamenti tra Gallipoli e la capitale; la difesa della punta della penisola era affidata alla 9ª divisione, frazionata sulle colline dietro Capo Helles e nei pressi della cittadina di Krithia; la 19ª divisione, schierata più a nord sul crinale di Sari Bari, era tenuta come riserva mobile pronta ad accorrere in rinforzo delle altre unità a seconda di dove i britannici fossero sbarcati. La divisione era comandata dal tenente colonnello Mustafa Kemal, un buon conoscitore della penisola di Gallipoli per via dei suoi trascorsi sul posto durante la prima guerra balcanica. Lo schieramento di von Sanders costituì la miglior giustificazione del piano di Ian Hamilton, fortemente condizionato da due fattori: l'esiguità delle forze britanniche e il loro obiettivo.
A parte il Goeben e il Breslau, la marina ottomana (Osmanlı Donanması) aveva poche unità veramente efficienti: allo scoppio del conflitto erano disponibili due vecchie navi da battaglia pre-dreadnought di costruzione tedesca (Barbaros Hayreddin e Turgut Reis, varate nel 1891) e l'ancora più datata corazzata costiera Mesudiye del 1874, che però era stata silurata il 13 dicembre 1914 da un sommergibile britannico; erano poi disponibili due incrociatori protetti, otto cacciatorpediniere e altre unità minori, ma in generale la flotta ottomana giocò un ruolo marginale nella campagna.

## Inizio delle operazioni

### Azioni navali preliminari

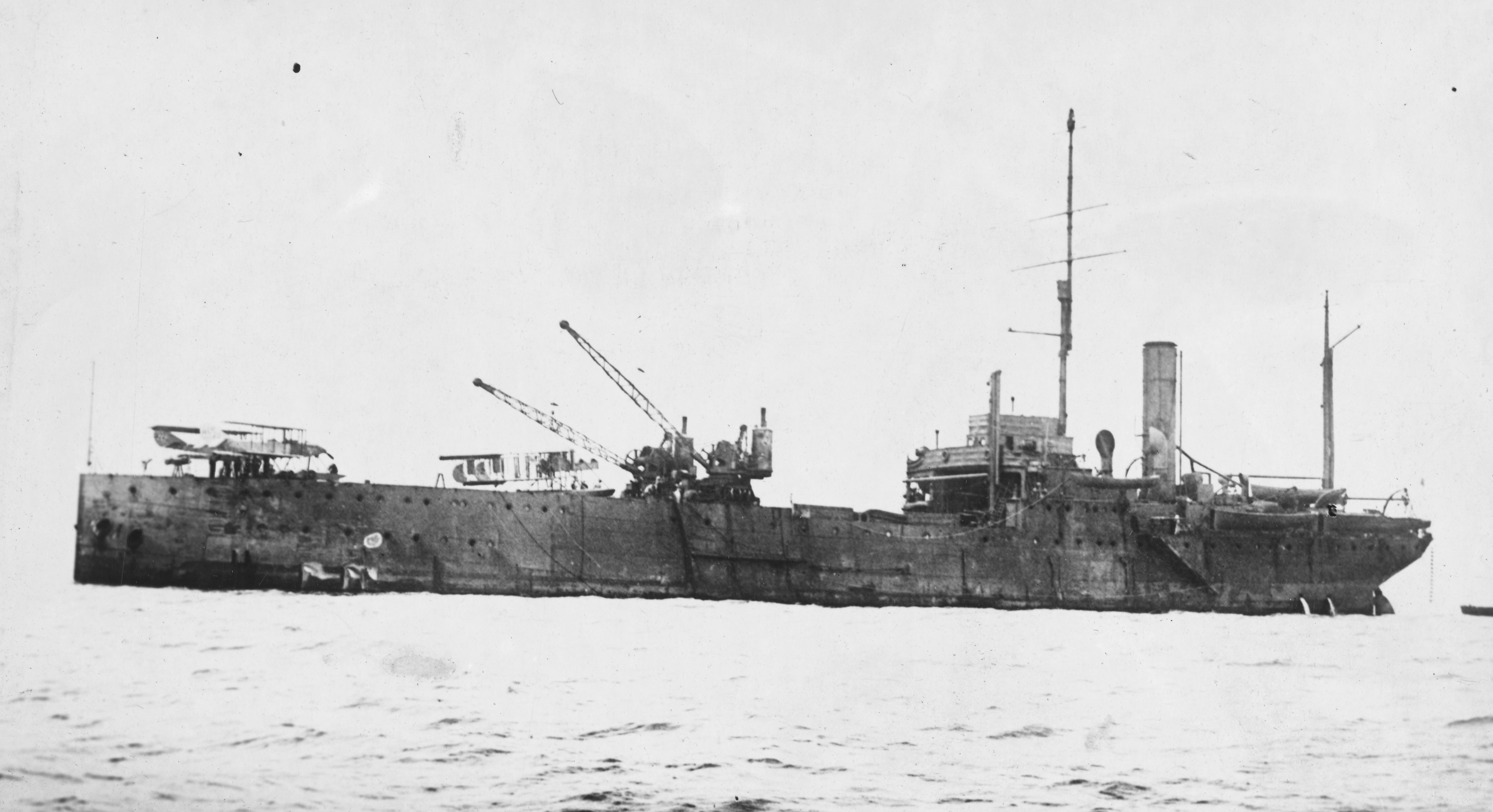
La portaidrovolanti britannica Ark Royal.

Il 17 febbraio 1915 dalla portaidrovolanti HMS Ark Royal si alzarono in volo alcuni velivoli del Royal Naval Air Service per compiere una ricognizione preliminare delle difese ottomane, e due giorni più tardi, il 19 febbraio, iniziò il primo attacco navale ai Dardanelli: al comando di Carden, mossero all'attacco dodici vecchie corazzate pre-dreadnought (otto britanniche e quattro francesi), scelte appositamente perché obsolete rispetto alle dreadnought e quindi sacrificabili in azioni contro teatri secondari che comportassero perdite; le navi dell'ammiraglio Carden iniziarono il tiro contro i forti posti all'imboccatura del braccio di mare: quasi subito ci si accorse che il tiro alla lunga gittata era inefficace e che per ottenere risultati più incisivi era necessario ridurre le distanze.
Dopo un'interruzione a causa delle pessime condizioni meteo, l'azione riprese il 25 febbraio: le corazzate anglo-francesi serrarono le distanze e colpirono ripetutamente i forti di Sedd el Bahr e Kum Kale, infine evacuati dalle demoralizzate guarnigioni ottomane. Il giorno seguente la squadra navale diede inizio alla seconda fase: la distruzione delle installazioni difensive intermedie, situate al di là dell'imboccatura dello stretto, meno riconoscibili e più difficili da colpire. L'esito di questa seconda fase fu deludente, ma gli anglo-francesi sfruttarono l'occasione per far sbarcare sulla penisola piccole squadre di specialisti in demolizione, che distrussero le fortezze esterne abbandonate; altri sbarchi avvennero il 3 e il 4 marzo, ma imbattutisi in una certa resistenza gli uomini furono ritirati. Il bombardamento continuò saltuariamente anche a causa delle condizioni atmosferiche, mentre alcuni dragamine tentavano di ripulire il primo campo di ordigni posizionato all'imbocco dello stretto. La carenza di velivoli da ricognizione costituì tuttavia un grosso ostacolo e il 9 marzo Carden riferì che non poteva fare di più finché la forza aerea non fosse stata aumentata; nel frattempo avrebbe concentrato gli sforzi nel dragaggio della zona minata. L'11 marzo l'Ammiragliato inviò a Carden un telegramma sollecitandolo a iniziare l'attacco decisivo; Carden obbedì immediatamente, impartì l'ordine di aprire il fuoco e di ripulire il braccio di mare dalle mine sotto la copertura del bombardamento.
Carden era ottimista sugli sviluppi dell'azione, ma le operazioni contro le difese interne dello stretto si rivelarono progressivamente sempre più difficili: le condizioni meteo pessime ostacolavano la ricognizione aerea e le batterie mobili di obici si dimostrarono bersagli troppo sfuggenti per le corazzate, rendendo quindi pericoloso far operare i dragamine (in pratica dei pescherecci requisiti con ancora equipaggi civili); la notte del 13 marzo, un deciso tentativo di dragare lo stretto da parte di sei dragamine scortati dall'incrociatore HMS Amethyst si concluse con un nulla di fatto quando quattro dei dragamine furono colati a picco dall'artiglieria turca. Carden era sottoposto a forti pressioni da parte di Londra, da dove Churchill e i vertici dell'Ammiragliato lo tempestavano di messaggi; in preda a un forte esaurimento nervoso, il 15 marzo Carden rassegnò le dimissioni dall'incarico e fu sostituito dal suo vice, ammiraglio di squadra John de Robeck.

### L'attacco navale e il suo fallimento

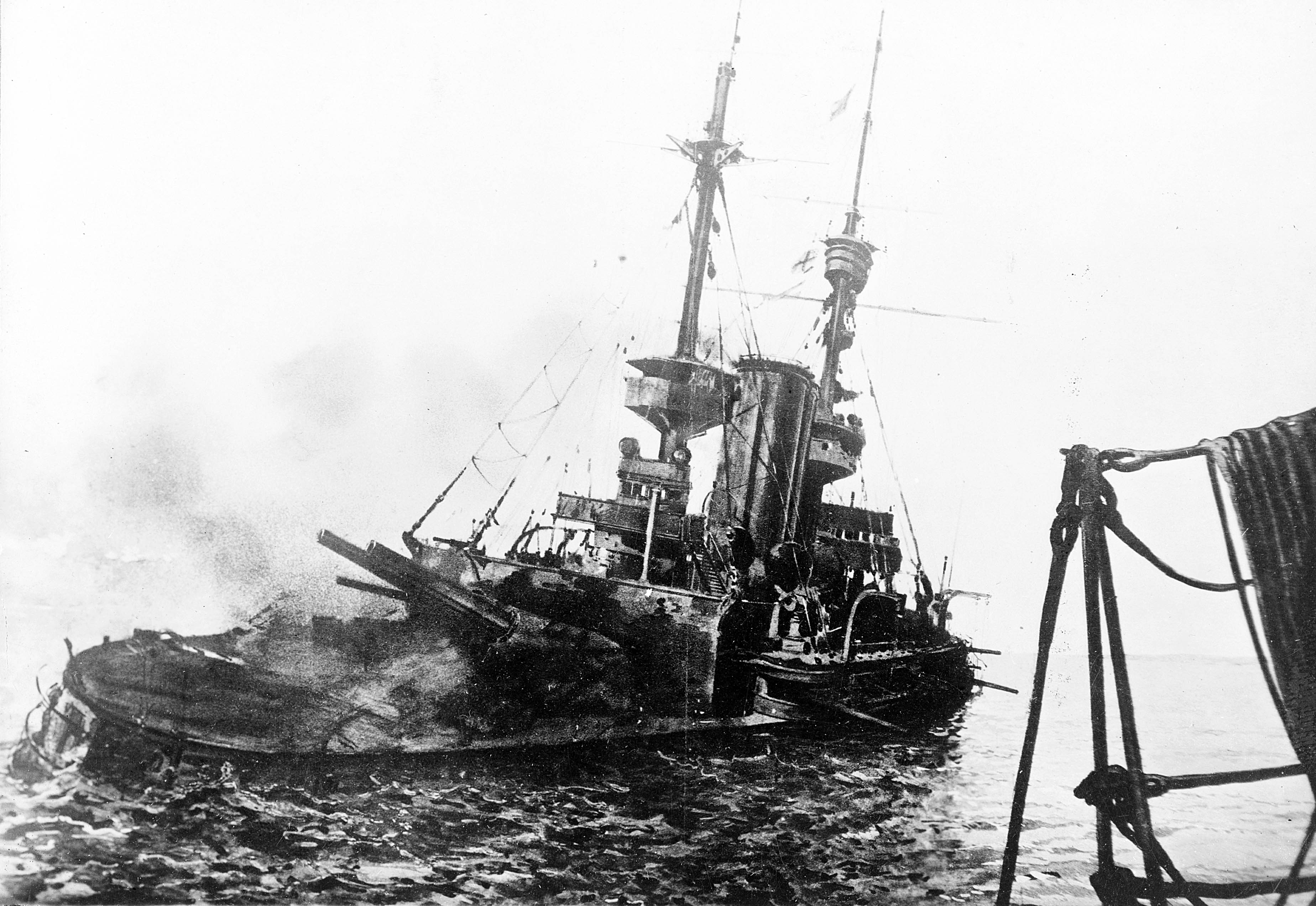
Incappata in una mina navale, la affonda, 18 marzo 1915.

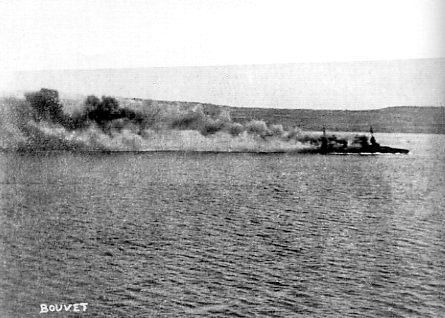
La, gravemente danneggiata da una mina, cerca di riparare verso terra; affonderà in pochi minuti.

Il 18 marzo de Robeck lanciò l'attacco generale e condusse l'intera squadra nei Dardanelli: mossero all'attacco tredici corazzate e un incrociatore da battaglia britannici supportate da quattro corazzate francesi, organizzate su tre linee (due britanniche e una francese) con navi di appoggio ai fianchi e due navi in riserva. La squadra navale prese a colpire le postazioni dell'artiglieria ottomana a Çanakkale e Kilid Bahr da una distanza di 13 chilometri e, anche se l'artiglieria mobile si rivelò difficile da colpire e provocò danni a due corazzate francesi, le difese turche furono ben presto sopraffatte dalla potenza di fuoco degli Alleati. Messi a tacere i forti, de Robeck segnalò ai francesi di ritirarsi per far avanzare i dragamine protetti da altre corazzate britanniche; le unità dell'ammiraglio Émile Guépratte virarono verso la costa asiatica e si imbatterono in una minaccia inaspettata: dieci giorni prima il capitano Gehl aveva fatto furtivamente depositare dal piroscafo Nousret una fila di venti mine nella baia di Eren Keui, parallela alla costa e fuori dai campi già rilevati dagli anglo-francesi; la corazzata Bouvet urtò una di queste mine e affondò in pochi minuti con gran parte dell'equipaggio. I britannici continuarono il bombardamento da distanza ravvicinata, ma due ore più tardi l'incrociatore da battaglia HMS Inflexible e la corazzata HMS Irresistible incapparono in una mina ciascuno non lontano dal luogo dell'affondamento della Bouvet; seppur danneggiato lo Inflexible riuscì ad allontanarsi mentre la corazzata iniziò ad affondare. Incerto su cosa avesse causato queste perdite, de Robeck annullò l'attacco e diede l'ordine di ritirarsi; poco dopo un'altra corazzata, la HMS Ocean, saltò in aria su un ordigno mentre cercava di prestare assistenza alla Irresistible e ambedue le navi, abbandonate dai britannici, colarono a picco quella sera stessa.
Le perdite riportate il 18 marzo erano gravi (tre corazzate affondate e altre tre unità ritirate per i danni riportati) ma non incapacitanti, visto che altre quattro navi da battaglia britanniche e due francesi erano in rotta per i Dardanelli; le difese dello stretto, poi, erano state seriamente intaccate: a parte i danni, più di metà della scorta di munizioni di grosso calibro, le uniche capaci di penetrare le corazzature avversarie, era stata consumata e se gli Alleati avessero persistito le difese turche sarebbero crollate ("siamo stati molto fortunati" dichiarò il tenente colonnello Wehrle). I tedeschi si aspettavano che la squadra navale si presentasse dinanzi a Costantinopoli favorendo una rivolta contro Enver, che si sarebbe trovato costretto ad accettare la pace poiché, essendo le uniche fabbriche di munizioni turche nella capitale, l'Impero non avrebbe materialmente potuto continuare a combattere. Alcuni comandanti insistettero per riprendere l'attacco ma de Robeck fu del parere opposto ed ebbe il sostegno sia da Fisher a Londra, contrario a riportare ulteriori perdite di navi, sia dai comandanti del corpo di spedizione (Hamilton e Birdwood dell'ANZAC, convinti che un assalto solo navale avrebbe avuto scarse possibilità di successo); il 23 marzo de Robeck inviò un telegramma all'Ammiragliato chiedendo l'aiuto dell'esercito per forzare i Dardanelli e rinviando ogni altro tentativo fino a che le forze di terra non fossero state pronte a intervenire.

### Preparazione allo sbarco

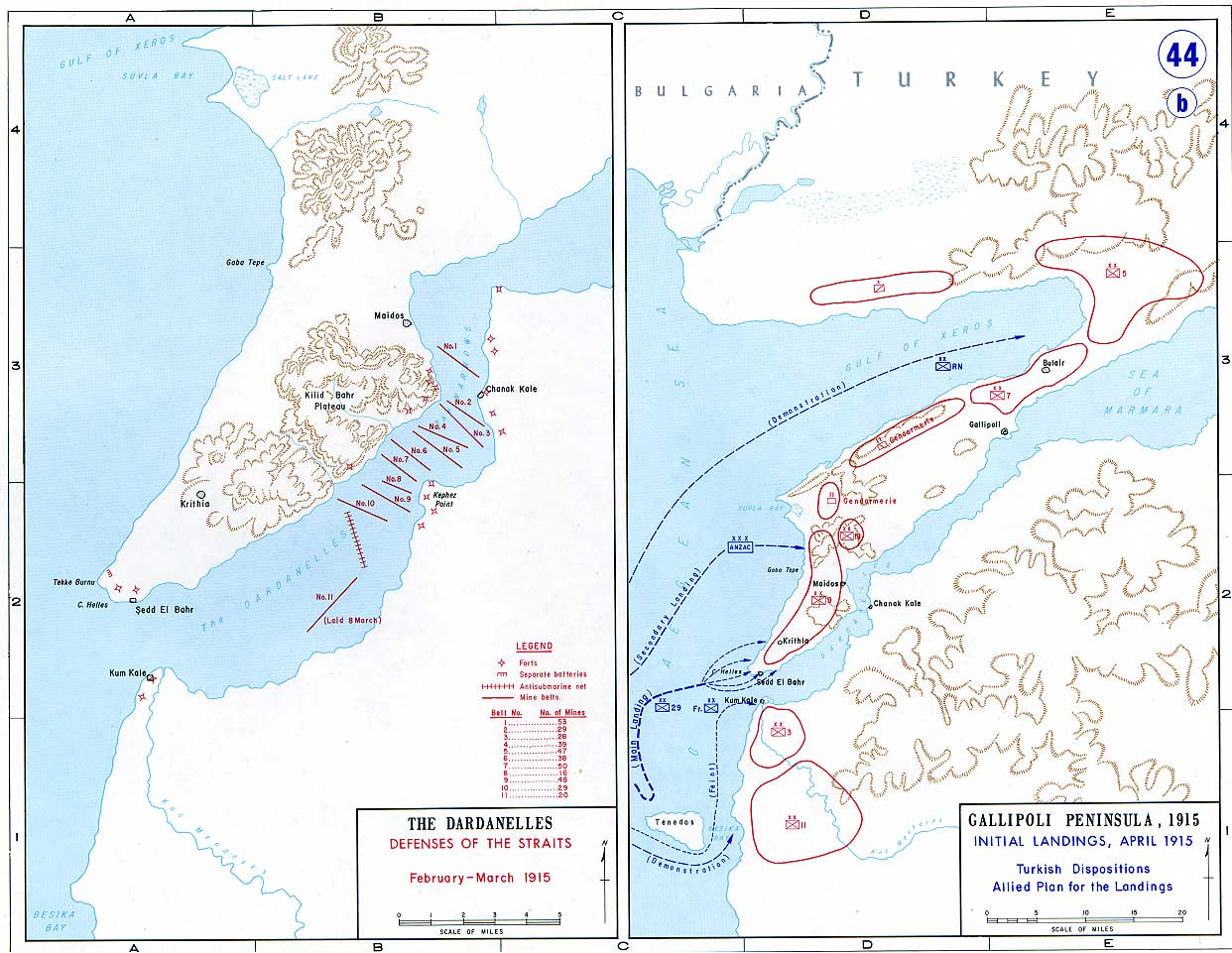
A sinistra lo schema delle difese turche a Gallipoli, a destra il piano d'attacco alleato.

Al bombardamento aveva assistito anche il generale Hamilton, arrivato il 17 marzo, e al termine dell'azione egli si consultò con l'ammiraglio de Robeck e ritenne opportuno effettuare lo sbarco in concomitanza con un nuovo attacco dal mare, scrivendo a Kitchener: «In questo momento non sembra che la flotta sia in grado di procedere con lo stesso ritmo e, se questo è vero, allora toccherà ai soldati risolvere la questione». Churchill considerava ancora possibile la vittoria con l'impiego esclusivo della marina, ma ormai era il solo dei capi militari britannici a sostenere tale progetto: il responsabile della pianificazione militare era Kitchener, che persuaso dalla missiva di Hamilton era ormai deciso a far sbarcare una grande armata a Gallipoli per condurre una campagna "decisa e graduale"; l'illusione di una folgorante vittoria era scemata. I governi greco, bulgaro e italiano tornarono alle proprie posizioni di neutralità dopo un breve entusiasmo e il governo romeno permise anzi il transito sul suo territorio di 150 mine marittime tedesche destinate alla Turchia.
Il mancato rinnovo dell'attacco navale fu interpretato dai turchi come un segno che gli Alleati stavano preparando un attacco con forze di terra, ipotesi successivamente confermata dalle notizie provenienti da diversi porti del Mediterraneo, dove non fu possibile mantenere segreto lo smistamento di truppe britanniche e francesi; nel frattempo a Gallipoli giunse anche l'aviazione tedesca per svolgere missioni di ricognizione a favore dei turchi, con gli aerei di base a Çanakkale. Mentre gli Alleati ammassavano reparti anglo-francesi nelle isole greche più vicine alla Turchia in preparazione all'attacco terrestre, questa per quasi un mese si dedicò al potenziamento delle difese installando reticolati, scavando trincee, apprestando ridotte e nidi di mitragliatrici; cinquecento tra ufficiali e soldati tedeschi assistevano i turchi nei preparativi e due delle sei divisioni turche a Gallipoli furono affidate al comando di ufficiali tedeschi.
L'obiettivo che gli Alleati si proponevano con un'invasione anfibia era aprire un varco per consentire alla flotta di avanzare nel punto più stretto dei Dardanelli, senza indugiare in una campagna terrestre "autonoma". Il golfo di Saros era la zona strategicamente più vulnerabile, ma allo stesso tempo non dava l'opportunità di utilizzare direttamente l'artiglieria contro le difese dello stretto; le spiagge in prossimità di Bulayır apparivano fortemente presidiate; uno sbarco sul lato occidentale del golfo venne sconsigliato dal troppo vicino confine bulgaro e per il terreno molto impervio. In entrambi i casi poi le esigue forze attaccanti avrebbero corso il rischio di essere attaccate sui fianchi o alle spalle dalla Tracia, trovandosi così tra due fuochi con il mare alle spalle. Il generale Hamilton decise così di sferrare un duplice attacco nella parte meridionale della penisola di Gallipoli: la 29ª divisione sarebbe sbarcata su quattro spiagge all'estremità della penisola per impadronirsi dell'altura di Achi Baba; le due divisioni dell'ANZAC sarebbero sbarcate a nord di Gaba Tebe; la divisione di fanteria di marina avrebbe sferrato un finto attacco presso Bolayır. I francesi, che sarebbero intervenuti in caso di necessità, avrebbero inviato un reggimento a Kum Kale sulla sponda asiatica come diversione e in contemporanea navi da trasporto avrebbero simulato uno sbarco nella baia di Besika. Per aumentare la sorpresa Hamilton suggerì di effettuare gli sbarchi di notte, rinunciando al supporto dell'artiglieria navale ma riducendo il rischio di perdite; il generale Aylmer Hunter-Weston, comandante della 29ª divisione, obiettò che uno sbarco notturno sarebbe di sicuro caduto nella più grande confusione e richiese che l'operazione si svolgesse in pieno giorno, e la sua tesi finì col prevalere anche grazie all'appoggio dei comandanti della flotta. Il 20 aprile i preparativi erano ultimati e le truppe concentrate a Moudros a bordo delle navi da trasporto; solo le condizioni meteorologiche, sfavorevoli nelle ultime settimane, impedivano di dare avvio all'attacco. Il 23 il tempo migliorò nettamente e fu dato l'ordine di iniziare: si abbisognava di almeno 36 ore per portare il corpo di spedizione al largo di Gallipoli e schierare le navi.

### Lo sbarco
Lo sbarco cominciò fra la notte del 24 e le prime ore del 25 aprile, con oltre duecento navi a supporto delle operazioni. Le truppe dovevano sbarcare da scialuppe di salvataggio e piccole imbarcazioni del tutto scoperte (esattamente come nelle operazioni anfibie fino allora eseguite): dopo un traino iniziale da parte di rimorchiatori, gli uomini dovevano coprire il tratto finale a remi sotto il tiro delle difese turche, riorganizzarsi appena giunti a terra e affrontare i reticolati che proteggevano le uscite dalla spiaggia. La Royal Navy fornì delle squadre di specialisti che dovevano gestire le imbarcazioni da sbarco e allestire una stazione radio principale sulla spiaggia, oltre a osservatori di artiglieria che tramite radio avrebbero comunicato le coordinate di tiro alle navi. Secondo i piani, l'avanzata verso nord dall'estremità meridionale di Capo Helles, in concomitanza con lo sbarco più a nord delle truppe ANZAC a Gaba Tebe, avrebbe intrappolato i soldati turchi fra i due contingenti alleati.
Il primo sbarco avvenne sul litorale settentrionale (designato in codice come "spiaggia Z") intorno alle 04:25 con un'ondata di 1 500 uomini appartenenti all'ANZAC, ma a causa di un errore di rotta o per la forte corrente, i soldati non presero terra sulla spiaggia di Gaba Tebe - dove avrebbero potuto avanzare su un terreno quasi pianeggiante fino ad arrivare al collo dell'istmo - bensì si ritrovarono ad Ariburnu, piccolo promontorio un chilometro e mezzo più a nord sovrastato dalle scogliere di Çunukbahir: ciononostante le truppe si lanciarono di corsa verso l'entroterra e neppure un uomo venne ferito dalla debole reazione turca; i reparti si erano tuttavia dispersi e mescolati e la confusione cresceva continuamente. Il contingente successivo si trovò in una situazione ancora più caotica, sebbene i suoi uomini riuscissero ad avanzare per circa 1 500 metri; lì i turchi posizionati sul Çunukbahir iniziarono a mietere vittime tra le truppe australiane fino al tardo pomeriggio, quando la guarnigione turca esaurì le munizioni e cominciò a ritirarsi. Il tenente colonnello Mustafa Kemal, comandante della 19ª divisione, comprese che il possesso della collina di Çunukbahir e del crinale di Sari Bair erano determinanti per il controllo dell'intera penisola e prese immediate decisioni: ordinò alle poche truppe presenti in ripiegamento di inastare le baionette e prepararsi a uno scontro all'arma bianca contro gli australiani in avanzata; secondo le sue memorie il dialogo fu in questi termini:

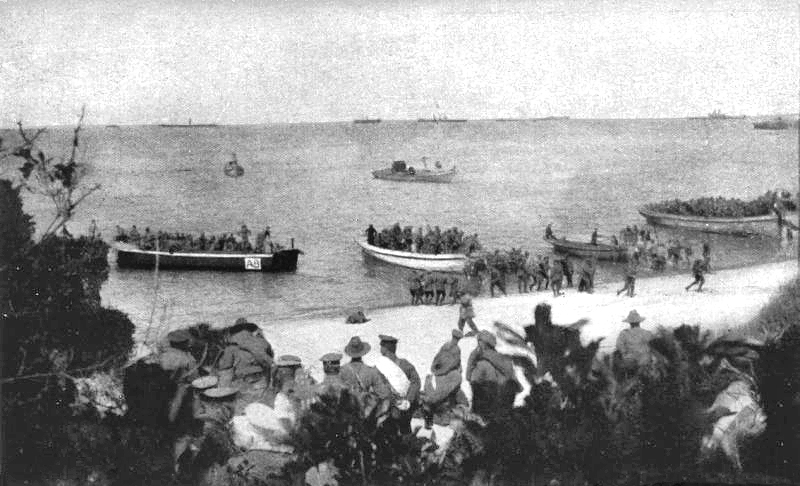
Ore 08:00: il 4º battaglione Anzac sbarca sulla spiaggia.

Kemal sfidò anche il fuoco avversario come il capitano australiano Tulloch ricordò nelle sue memorie, affermando di aver scorto un ufficiale turco sotto un albero a meno di 100 metri intento a dare ordini che, fatto segno a colpi di fucile, non si mosse; almeno in un'altra circostanza Kemal rimase sotto il fuoco dell'artiglieria in una trincea, accendendosi con calma una sigaretta. I rinforzi vennero fatti affluire alla spicciolata man mano che si rendevano disponibili, compresa una batteria di artiglieria da campagna della quale Kemal aiutò a mettere in posizione il primo pezzo; i turchi tennero le posizioni. Tre reggimenti, uno turco e due arabi alla fine contrattaccarono con un pesante pedaggio di perdite ma gli australiani, nonostante gli sforzi, non riuscirono più ad avanzare. I combattimenti alle pendici del Çunukbahir proseguirono per tutto il giorno, e quando si fece buio sia gli australiani che i turchi erano allo stremo: i due reggimenti arabi erano praticamente annientati e Kemal passò la notte a esortare i suoi uomini per ricacciare in mare l'invasore, ma gli australiani, seppur demoralizzati, rimasero saldamente attestati sulle pendici della collina e non cedettero terreno. Il generale Birdwood, comandante dell'ANZAC, comunicò ad Hamilton che occorreva abbandonare la testa di ponte, ma Hamilton ribatté di mantenere le posizioni fino al giorno seguente quando i reparti provenienti da sud avrebbero allentato la pressione sulle sue truppe.

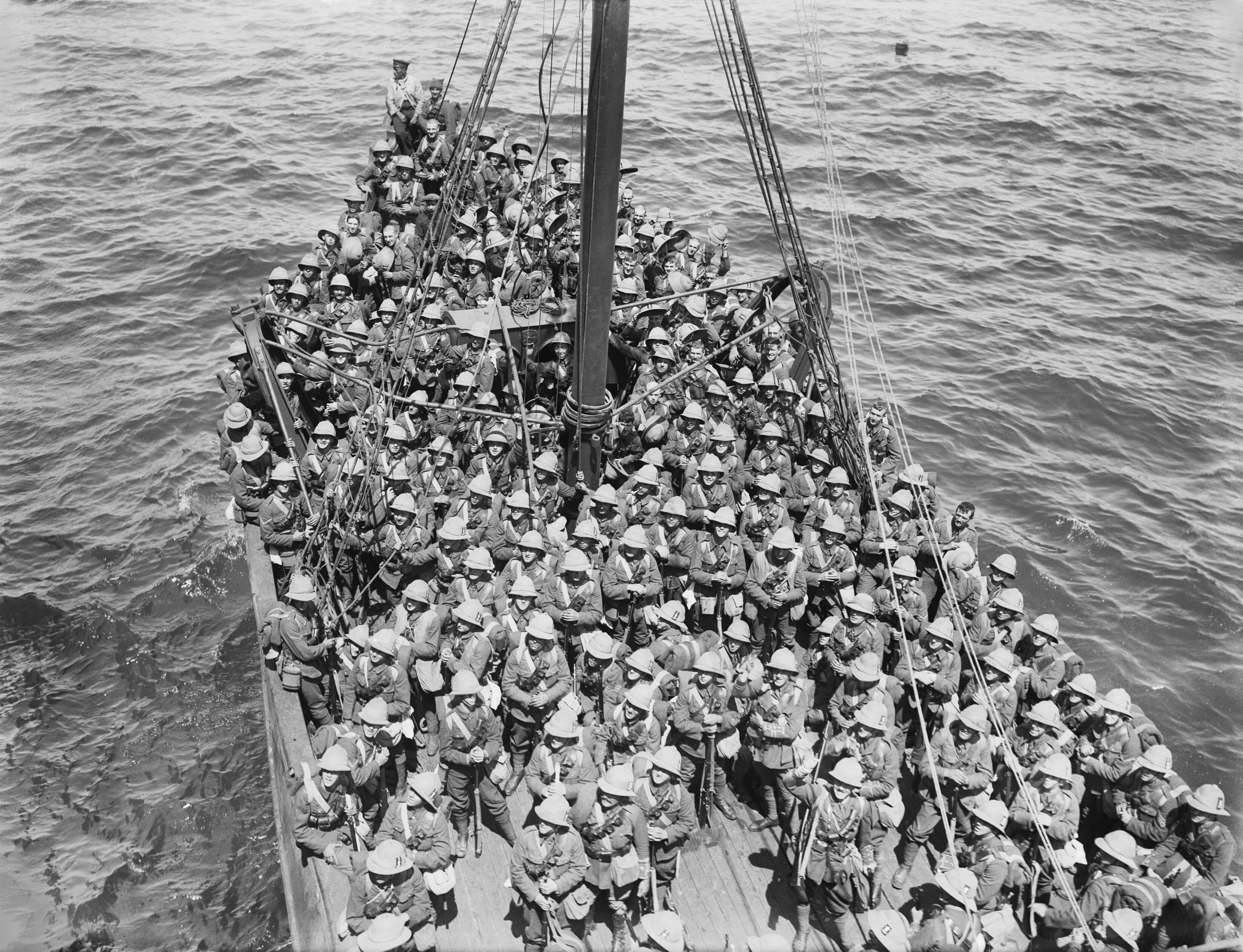
Una lancia trasportante i Lancashire Fusiliers diretta alla "spiaggia W": gli uomini erano tanto stipati che quando furono investiti dal fuoco delle mitragliatrici turche, alcuni soldati rimasero in piedi sebbene uccisi. Foto di Ernest Brooks.

All'estremità meridionale della penisola la 29ª divisione britannica sotto il comando del generale Hunter-Weston sbarcò su cinque spiagge designate rispettivamente da est a ovest "S", "V", "W", "X" e "Y": anche qui la creazione di teste di ponte avvenne in maniera piuttosto caotica, favorendo la reazione dei difensori. Presso Capo Helles oltre la metà dei 2 000 soldati di due battaglioni irlandesi e uno dello Hampshire sbarcati sulla "spiaggia V" furono uccisi o feriti dal micidiale mitragliamento dei turchi (che investì anche la nave da trasporto River Clyde, fatta arenare in vista di uno sbarco con chiatte e passerelle galleggianti), asserragliati sull'altura sovrastante e nei resti del forte Sedd el Bahr distrutto dai bombardamenti navali di febbraio. Nonostante la violenta reazione dei difensori, verso sera i fanti britannici avanzarono conquistando la spiaggia e per il coraggio dimostrato cinque soldati vennero insigniti della Victoria Cross, la massima onorificenza del Regno Unito. Anche le truppe del Lancashire Regiment sbarcate dall'incrociatore corazzato HMS Euryalus sulla "spiaggia W" subirono gravi perdite nonostante il pesante fuoco di preparazione operato dalla nave; alcuni barconi riuscirono a sbarcare soldati per la forza di circa una compagnia che riuscirono ad arrampicarsi sugli scogli e neutralizzare le mitragliatrici turche, permettendo ai superstiti di porre piede a terra. Sui 950 uomini del Lancashire che era previsto occupassero la spiaggia "W", circa 260 erano morti e 283 feriti: anche in questo caso per il coraggio dimostrato in azione sei Victoria Cross vennero assegnate quella mattina, molte alla memoria; di conseguenza il reggimento adottò il motto non ufficiale Six VC before breakfast (ovvero "sei Victoria Cross prima di colazione"). Due sole compagnie di soldati turchi, ben distribuite tra le spiagge "V" e "W", erano riuscite a intralciare il principale sbarco britannico.
Sulle spiagge "X", "Y" e "S", considerate dai turchi come punti "improbabili" per un attacco, gli sbarchi avvennero con molte meno difficoltà. Le truppe che presero terra sulla spiaggia "S" non incontrarono resistenza ma, sopravvalutato il numero di effettivi turchi presenti in zona, invece di intraprendere una facile avanzata iniziarono a trincerarsi; sulla spiaggia "X" il minuscolo corpo di guardia turco, composto da appena dodici uomini, si arrese senza sparare neppure un colpo e i soldati appena sbarcati si diressero verso la spiaggia "W" a dar manforte ai compagni, aggirando così i turchi attestati sopra la spiaggia e costringendoli ad arretrare. Infine sulla spiaggia "Y" le truppe sbarcate poterono scalare la scogliera indisturbate senza incontrare alcuna opposizione.
Sebbene i loro commilitoni fossero inchiodati da furiosi combattimenti sulle spiagge "V" e "W", gli uomini appena sbarcati sulle altre tre spiagge avrebbero potuto lanciarsi nell'interno, attaccare alle spalle i turchi e sospingerli verso nord, in modo tale da espugnare i forti lungo la costa europea; la flotta alleata sarebbe stata così libera di attraversare lo stretto senza soverchie difficoltà per dirigersi verso Costantinopoli. La strenua resistenza turca, il caos seguito agli sbarchi e i sanguinosi scontri intaccarono pesantemente la volontà degli attaccanti, che si dettero a soccorrere le centinaia di feriti e a scavare le prime trincee. Posti di fronte a un compito preciso - la conquista delle spiagge - i comandanti di plotone, di compagnia e persino di battaglione, ciascuno nella propria sfera di competenza, rimasero in attesa di nuovi e precisi ordini, e di loro iniziativa fecero ben poco per sfruttare il successo del mattino e mantenere il contatto con i turchi, cui erano superiori per un rapporto di sei a uno; i soli 2 000 uomini che furono sbarcati senza colpo ferire alla "spiaggia Y" eguagliavano le forze turche dislocate a sud dell'altura di Achi Baba. Per più di undici ore le truppe alleate rimasero immobili sulla spiaggia subendo passivamente alcuni contrattacchi che i turchi lanciarono verso sera per coprirsi lo sganciamento e arroccarsi su posizioni più difendibili; sebbene respinte, tali brevi azioni bastarono a mandare in totale confusione i britannici e a diffondere il panico: messaggi allarmistici furono inviati alle navi e il comandante a terra, colonnello Matthews, decise di reimbarcare l'intero contingente quando le sue richieste di rinforzi rimasero inascoltate.

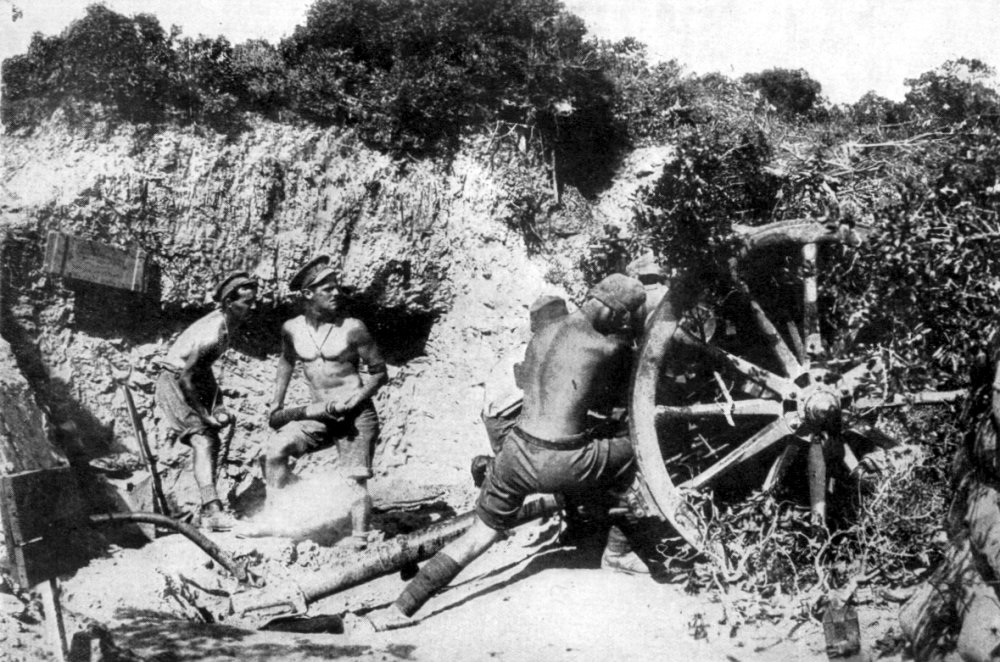
Serventi d'artiglieria australiani in azione a M'Cay's Hill, nella baia Anzac, 19 maggio 1915

Nel tardo pomeriggio del 25 aprile, nonostante gli errori commessi, circa 15 000 uomini dell'ANZAC erano ormai sbarcati; tuttavia il tempestivo arrivo del generale Kemal sul crinale di Çunukbahir con 500 uomini intorno alle 10:00 riuscì a tenere a bada i primi 8 000 australiani che tentarono di scalare il pendio: costoro si trovavano in una posizione sfavorevole, in un territorio sconosciuto ed erano al battesimo del fuoco. I turchi riuscirono a bloccare gli attaccanti e nel frattempo rafforzarono le proprie file, fino a raggiungere al calar della sera la consistenza di sei battaglioni (circa 5 000 uomini) dotati di tre batterie di artiglieria; a partire dalle 16:00 i turchi sferrarono una serie di contrattacchi che, pur non riuscendo a sfondarlo, costrinsero l'irregolare schieramento australiano a ripiegare. Gli uomini dell'ANZAC erano profondamente demoralizzati; alle 22:00 Birdwood scese a terra e, constatando la situazione, inviò a Hamilton un messaggio in cui proponeva un immediato reimbarco se il giorno successivo le truppe fossero state ancora bersagliate dalle batterie avversarie. Hamilton nel frattempo prese terra a Capo Helles e ricevette il messaggio di Birdwood: decise di mantenere le truppe sulle spiagge e impartì l'ordine di trincerarsi.
Intanto gli sbarchi continuavano e la mattina del 26 aprile i britannici erano riusciti a portare a terra circa 30 000 uomini. Al contrario di quanto pensavano i comandanti britannici, i turchi non disponevano di riserve sufficienti per continuare i contrattacchi ed erano assai demoralizzati dal fuoco della moderna corazzata dreadnought HMS Queen Elizabeth, tanto che non preoccuparono più gli australiani saldamente trincerati. Il tiro delle artiglierie navali fu importante nel sostenere lo sbarco e l'attestarsi delle truppe, ma a parte la Queen Elizabeth, appena entrata in servizio, le altre corazzate erano dotate di sistemi di controllo del fuoco obsoleti il cui tiro teso non permetteva di battere bersagli posti dietro un crinale, contrariamente agli obici dell'artiglieria da campagna; i proietti a disposizione, peraltro in numero limitato, non erano dei più adatti a colpire le truppe trincerate; le navi avevano poi difficoltà a mantenere le posizioni necessarie a un tiro di precisione e le richieste di appoggio di fuoco dagli osservatori avanzati spesso non le raggiungevano in tempo utile. Questi fattori diminuirono l'efficacia del supporto navale, ma la presenza delle corazzate rimase importante come interdizione ai movimenti di truppe turche e all'arrivo di rifornimenti.

## Il prosieguo delle operazioni
Il 26 aprile le truppe alleate rimasero passive; rendendosi conto della stanchezza dei suoi soldati, Hunter-Weston rinunciò a qualsiasi tentativo di avanzata prima dell'arrivo dei rinforzi francesi a capo Helles e, aspettandosi un contrattacco turco, impartì l'ordine: « [...] ogni uomo deve morire al suo posto piuttosto che ritirarsi». Lungi dall'attaccare, i turchi ripiegarono su una nuova linea difensiva dinanzi a Krithia per raggrupparsi, poiché in questa zona al 27 aprile disponevano di soli cinque battaglioni, che le perdite avevano ridotto a una forza numerica di poco superiore ai due battaglioni presenti il giorno dello sbarco. Solo il 28 i turchi tentarono un attacco: sfruttando la scarsa o nulla conoscenza del territorio delle truppe britanniche, afflitte dalla sete e dalla stanchezza, i turchi riuscirono a infrangerne le linee e a riportare gli invasori sulla spiaggia. Lo slancio offensivo fu spezzato da un singolo colpo di cannone della Queen Elizabeth, che esplose sul grosso delle forze turche, falciandole con circa 24 000 shrapnel e inducendole alla ritirata; ma al calar della notte tutta la 29ª divisione era ormai ripiegata sulla linea di partenza. Nel settore dell'ANZAC attaccanti e difensori avevano provveduto a riorganizzarsi e consolidare le rispettive posizioni; le forze alleate finirono però per imbottigliarsi da sole in una angusta area lunga due chilometri e mezzo e larga un chilometro scarso, dominata dalle alture sovrastanti in mano ai turchi che potevano controllarne ogni movimento.

### I primi assalti a Krithia

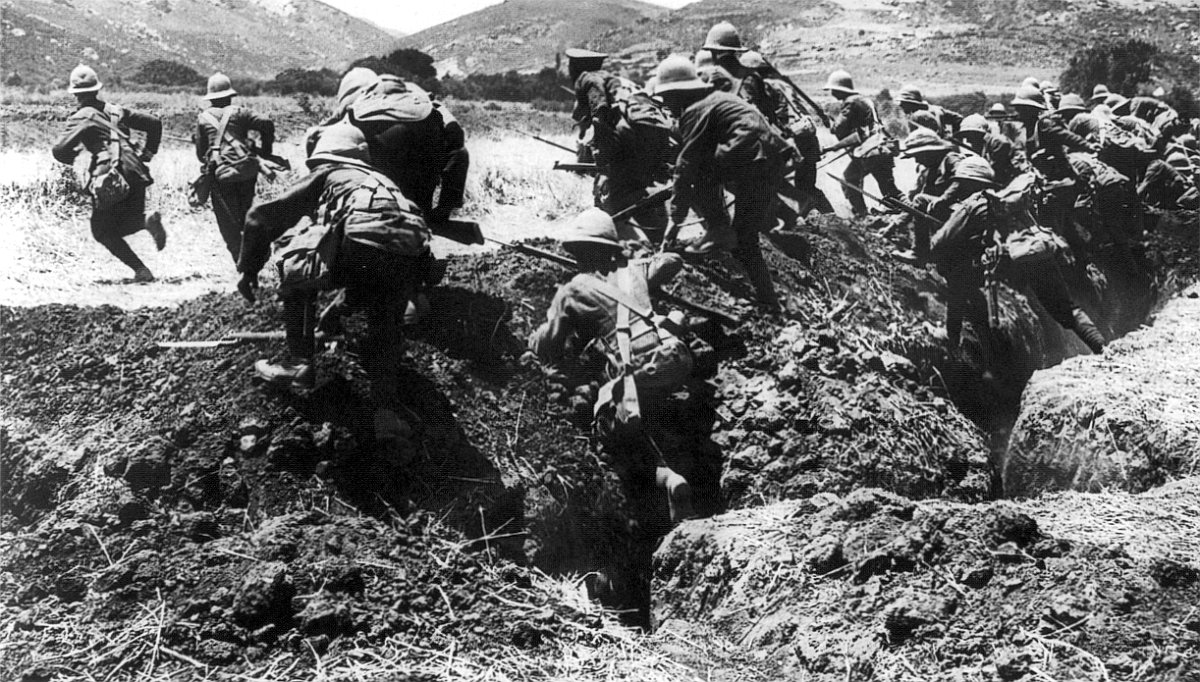
Soldati della Royal Naval Division balzano fuori dalle trincee di Capo Helles.

Già il 27 aprile, dopo un pesante bombardamento navale, le truppe sbarcate a sud avanzarono verso l'altura di Achi Baba, la posizione dominante a circa dieci chilometri da Capo Helles, nel tentativo di conquistare il villaggio di Krithia, obiettivo non raggiunto il giorno dello sbarco. I britannici furono respinti dalle truppe turche di rinforzo provenienti da Maydos e non riuscirono a impossessarsi di Krithia, distante appena sei chilometri dal punto dello sbarco: dei 14 000 soldati che quel giorno sferrarono l'attacco, circa 3 000 rimasero uccisi o feriti; più in generale, dei 30 000 soldati alleati sbarcati la sera del 26 aprile, 20 000 vennero feriti o uccisi nei primi due giorni di battaglia. Il 30 aprile la corazzata HMS Lord Nelson con la sua batteria principale da 305 mm martellò una parte di Çanakkale e ripeté l'attacco quattro settimane dopo; il 1º maggio un sommergibile britannico oltrepassò le barriere antisommergibile e affondò la nave trasporto truppe turca Guj Djemal con 6 000 soldati a bordo.
Con il rinforzo di tre nuove brigate, due affluite dalla zona della baia occupata dalle truppe ANZAC (presto nominata Anzac Cove) e una proveniente dalle truppe territoriali stanziate in Egitto, a Capo Helles i britannici poterono concentrare quasi 25 000 uomini (comprese brigate navali che avevano combattuto ad Anversa nell'ottobre 1914) contro circa 20 000 turchi. Alle 04:00 del 6 maggio il generale Hunter-Weston comunicò alle brigate l'ordine di sferrare un nuovo attacco alle 11:00 della stessa mattinata; le truppe britanniche ancora impreparate, con poche munizioni, senza un'adeguata ricognizione aerea e informazioni precise sulle fortificazioni turche, furono lanciate in un brutale assalto frontale. L'attacco fallì miseramente senza che la resistenza dei difensori, al comando di Erich Weber (promosso generale di divisione alcuni mesi prima) venisse scalfita; logorate dalla tensione, dalla mancanza di sonno e dalla superficialità delle disposizioni, le truppe non rappresentarono una reale minaccia per la prima linea turca. Per tutta risposta Hunter-Weston organizzò un nuovo attacco il giorno successivo, che si risolse in un secondo scacco e intaccò ancor di più le scorte di munizioni. Il mattino seguente l'offensiva condotta da quattro esangui battaglioni neozelandesi venne respinta senza difficoltà da nove battaglioni turchi, che comunque inflissero perdite esigue ai già decimati reparti; constatando poi che ancora tre brigate erano di riserva, Hamilton intervenne di persona ordinando una carica alla baionetta alle 17:30 in punto, che fallì con gravi perdite. In tre giorni le forze britanniche si erano ridotte di un terzo e inevitabilmente il fronte si fermò del tutto, lasciando l'opportunità ai turchi di ultimare e rinforzare le improvvisate difese della prima ora in un organizzato sistema di trincee.

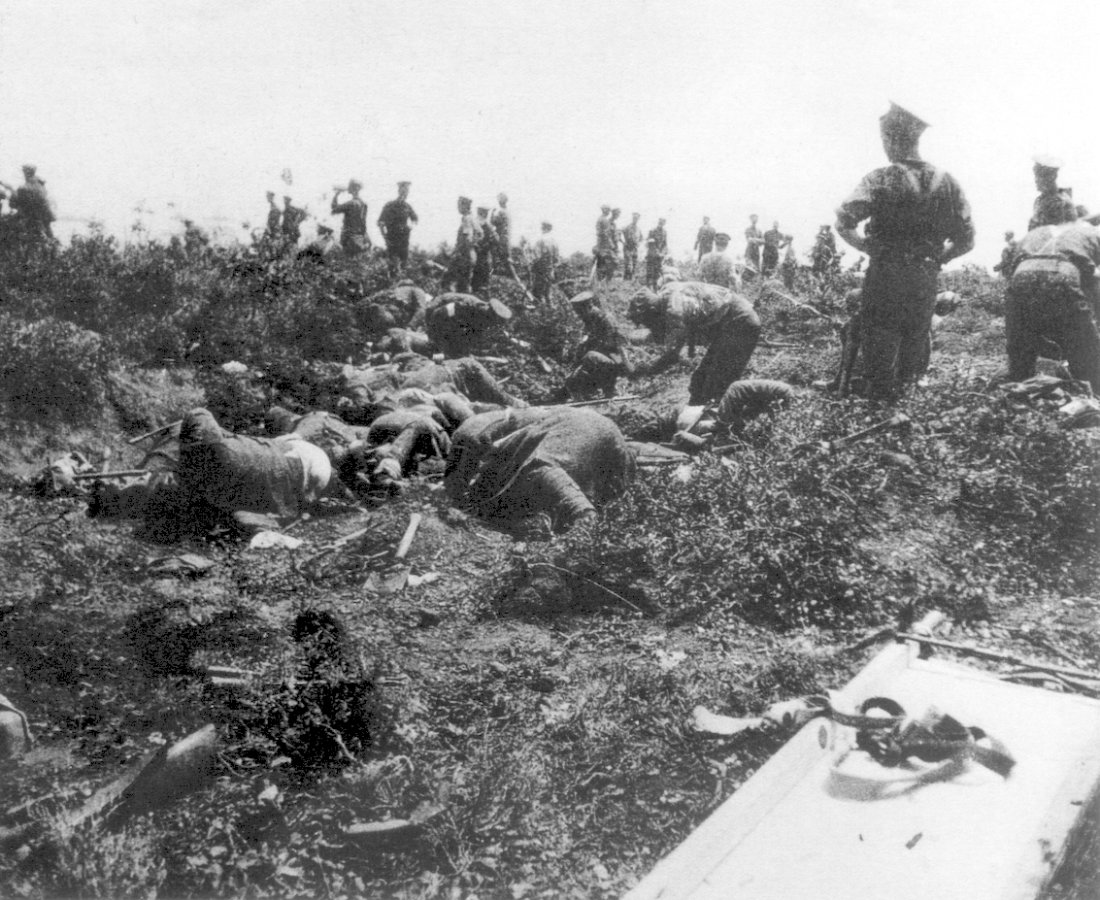
Soldati nella terra di nessuno durante la tregua per seppellire i caduti del 24 maggio.

Il tentativo di uscire dall'impasse sul fronte occidentale riportando a oriente una vittoria rapida e decisiva era ormai sfumato. Svanito l'effetto sorpresa, i combattimenti sulla penisola di Gallipoli si sarebbero protratti per tutto il resto dell'anno senza sosta e senza mutamenti di rilievo; le speranze legate all'attacco navale di marzo e le aspettative ancor maggiori, generate dallo sbarco del 25 aprile, si erano rivelate troppo ottimistiche: imprevisti, contrattempi, errori e l'inaspettata tenacia ottomana avevano impedito la vittoria degli Alleati sul campo. Inoltre la morte di circa 750 marinai britannici la mattina del 13 maggio, a causa dell'affondamento della corazzata HMS Goliath da parte di un cacciatorpediniere turco (al comando del tenente Firle della marina tedesca), fece accantonare definitivamente i piani di un nuovo attacco dal mare. Il 9 maggio Jack Churchill, che faceva parte dello staff di Ian Hamilton, scrisse al fratello Winston: « [...] anche qui come in Francia ormai è una guerra d'assedio» caratterizzata da perdite spropositate in confronto ai grami guadagni territoriali.
Con la perdita della Goliath e la minaccia dell'arrivo dei sommergibili tedeschi nei Dardanelli, Fisher e Churchill convennero di sostituire la corazzata Queen Elizabeth con due vecchie navi da battaglia e con due monitori, suscitando le proteste di Kitchener che temeva le ripercussioni negative sul morale dell'esercito. Nei giorni successivi le discussioni per l'invio di rinforzi nei Dardanelli evidenziarono le antiche tensioni tra Churchill e Fisher che, nonostante le resistenze di tutti e di Churchill medesimo, diede le sue dimissioni. Il ritiro di Fisher e le polemiche derivanti dallo scandalo sull'insufficienza di granate in Francia costrinsero il primo ministro Herbert Henry Asquith a formare un esecutivo di coalizione con i Conservatori all'opposizione: costoro fecero in modo che Churchill fosse rimpiazzato da Arthur James Balfour, privando così la campagna in corso del suo più acceso sostenitore.
Il 19 maggio, sulle alture sovrastanti la testa di ponte alleata più a settentrione, il corpo di armata ANZAC, forte di 17 000 australiani e neozelandesi, fu investito dall'attacco di circa 40 000 soldati turchi che cercavano di ricacciarli in mare; fu il punto di svolta della campagna per gli Alleati, privati dell'iniziativa e prefissisi l'obiettivo di conservare due minuscoli punti d'appoggio su un terreno inospitale. Tre giorni dopo la marina britannica perse altri 100 uomini quando il sommergibile tedesco U 21, comandato da Otto Hersing (il primo battello tedesco inviato in aiuto alla Turchia che otto mesi prima aveva affondato la prima nave da guerra britannica dall'inizio della guerra - la HMS Pathfinder), silurò la corazzata pre-dreadnought HMS Triumph; il giorno dopo Hersing colò a picco anche la pari classe HMS Majestic e il comandante britannico in mare allontanò immediatamente sei corazzate verso i porti delle isole greche, privando i reparti a terra del sostegno delle loro artiglierie, che fino allora avevano colpito duramente le forze turche. Il 5 giugno Hersing raggiunse sano e salvo il porto di Costantinopoli. I combattimenti a Gallipoli avevano ormai raggiunto una tale intensità che il 24 maggio le truppe australiane e neozelandesi conclusero una tregua di dieci ore per consentire ai turchi di seppellire 3 000 caduti.

### Le azioni di giugno e luglio

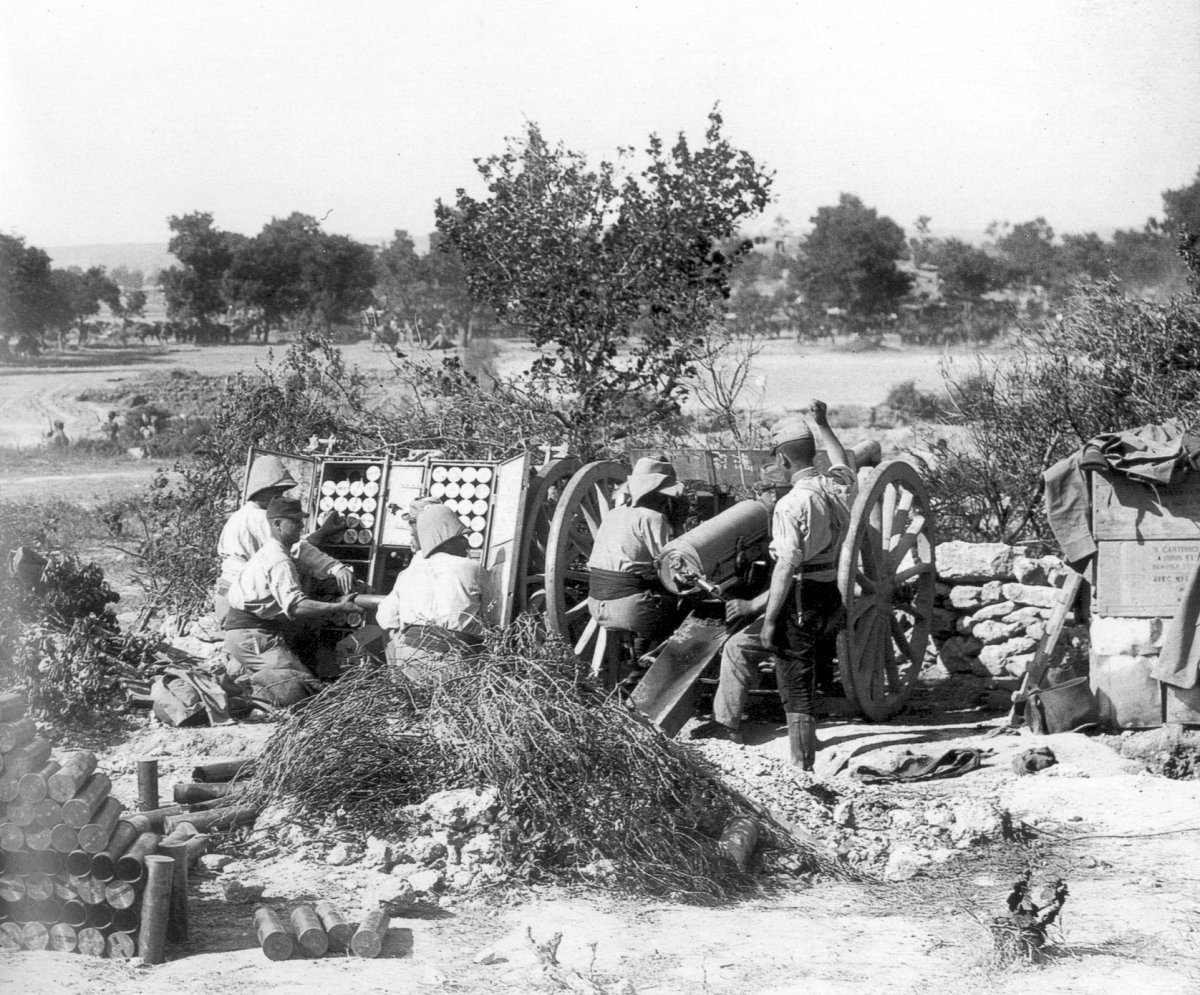
Artiglieria francese in azione durante la terza battaglia di Krithia.

Il 4 giugno 30 000 uomini tra britannici e francesi, inquadrati nella 29ª e 42ª divisione britannica, nella Royal Naval Division e in due divisioni francesi, muovendo dalle postazioni di Capo Helles tentarono per la terza volta l'assalto a Krithia e ad Achi Baba, difese da 28 000 turchi. In un settore del fronte l'assalto fu lanciato contro delle finte trincee appositamente allestite dai turchi che attirarono il bombardamento preliminare: i soldati anglo-francesi si accorsero dell'inganno solo quando occuparono le false trincee, dietro le quali si trovavano quelle turche; l'attacco fu subito iniziato e sebbene al prezzo di pesanti perdite, gli anglo-francesi riuscirono a respingere i turchi e catturarono sei mitragliatrici, ma poco dopo le truppe alleate furono bersagliate sia dall'artiglieria turca sia da quella navale, che cercava di riparare ai tiri precedenti andati a vuoto e riapriva il fuoco sulla trincea appena conquistata. I soldati anglo-francesi si districarono dalle trincee per sfuggire al duplice bombardamento e rientrarono nelle teste di ponte, lasciando il terreno occupato. In un altro punto del fronte i soldati del Lancashire schierati davanti a Krithia riuscirono ad avanzare fino alle porte del villaggio, ma il generale Hunter-Weston, invece di insistere sull'obiettivo, decise di deviare le truppe di rinforzo al settore dove i francesi erano in difficoltà e dove era stato praticamente annientato un battaglione della divisione navale; perciò i reparti giunti vicino a Krithia furono costretti a ripiegare e si fermarono ad appena 500 metri dalla linea di partenza, dove si attestarono. Durante l'attacco gli anglo-francesi conquistarono in diversi punti dai 250 ai 500 metri di territorio su un fronte ampio un chilometro e mezzo, ma l'Achi Baba rimase saldamente in mano turca.

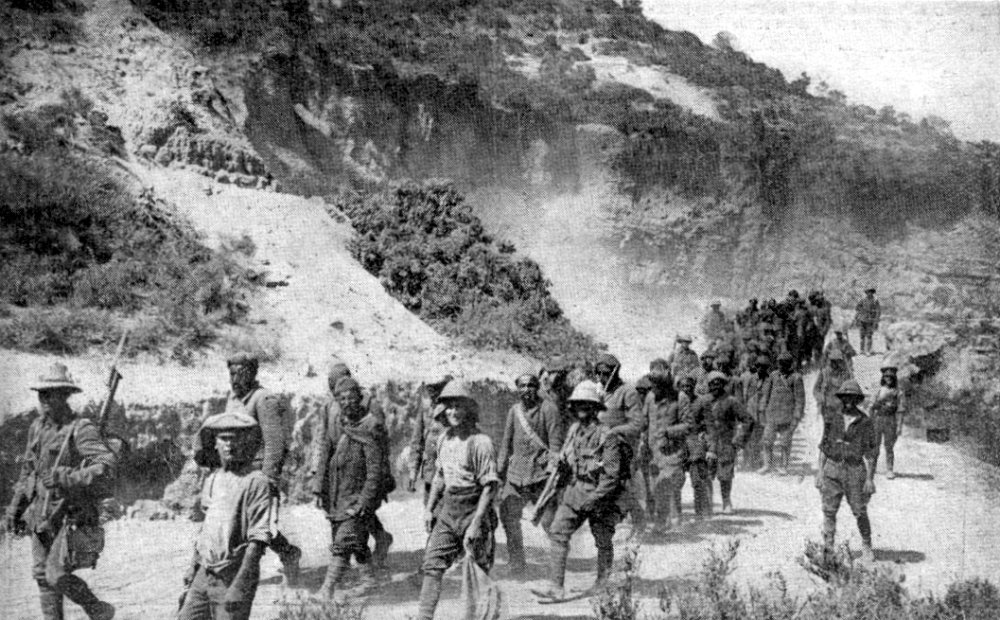
Prigionieri turchi catturati dopo la battaglia della fossa Gully.

I turchi erano usciti stremati dall'attacco del 4 giugno. «Sentivo che se gli inglesi avessero tentato con decisione un secondo attacco, gli effetti sarebbero stati devastanti» ricordò il colonnello tedesco Kannengiesser, ma né i britannici né i francesi avevano le forze necessarie a un estremo attacco risolutore. Il 6 giugno furono invece i turchi a prendere l'iniziativa, conducendo una controffensiva secondo i piani escogitati dallo stesso Kannengiesser e da due ufficiali dello stato maggiore tedesco; tuttavia i soldati alleati tennero le loro posizioni e costrinsero il nemico ad arretrare fino alle linee di partenza. In appena due giorni di combattimenti furono registrati circa 4 500 tra morti e feriti nelle file britanniche, circa 2 000 per i francesi e circa 9 000 tra le truppe turche.
Il 28 giugno Mustafa Kemal, forte dell'arrivo di un nuovo reggimento di rinforzo, decise di attaccare la zona occupata dall'ANZAC; l'operazione però fallì e Kemal decise quindi di rassegnare le dimissioni, ma fu persuaso dallo stesso von Sanders a rimanere al comando: ormai tra i soldati turchi egli era divenuto una figura tanto importante, ispirante coraggio e fiducia, che una sua defezione avrebbe avuto un gravissimo contraccolpo sul morale della truppa. Lo stesso giorno i britannici, da Capo Helles, tentarono un nuovo assalto a Krithia; l'azione non raggiunse il centro abitato ma lungo la fossa di Gully, sul fianco sinistro del fronte, i britannici avanzarono di circa un migliaio di metri eliminando alcune trincee turche. Nel frattempo ci furono diversi cambiamenti al comando del corpo di spedizione francese: il 30 giugno il comandante in capo Henri Gouraud, che in precedenza aveva rimpiazzato Albert d'Amade, fu ferito e sostituito dal suo comandante di divisione, Maurice Camille Bailloud. Tra il 1° e il 5 luglio i turchi contrattaccarono più volte la nuova linea britannica senza però riuscire a riguadagnare il terreno perduto; tra le file turche si contarono circa 14 000 perdite tra morti e feriti. Un'altra azione offensiva britannica ebbe luogo presso Capo Helles il 12 luglio, prima che lo sforzo principale alleato fosse spostato più a nord coinvolgendo l'ANZAC: due brigate fresche della 52ª divisione per un totale di 7 500 uomini attaccarono la linea centrale lungo Achi Baba, i guadagni territoriali furono molto limitati al prezzo di circa 2 500 perdite; i turchi soffrirono oltre 9 000 morti o feriti e dovettero contare anche 600 prigionieri.

### Lo sbarco nella baia di Suvla

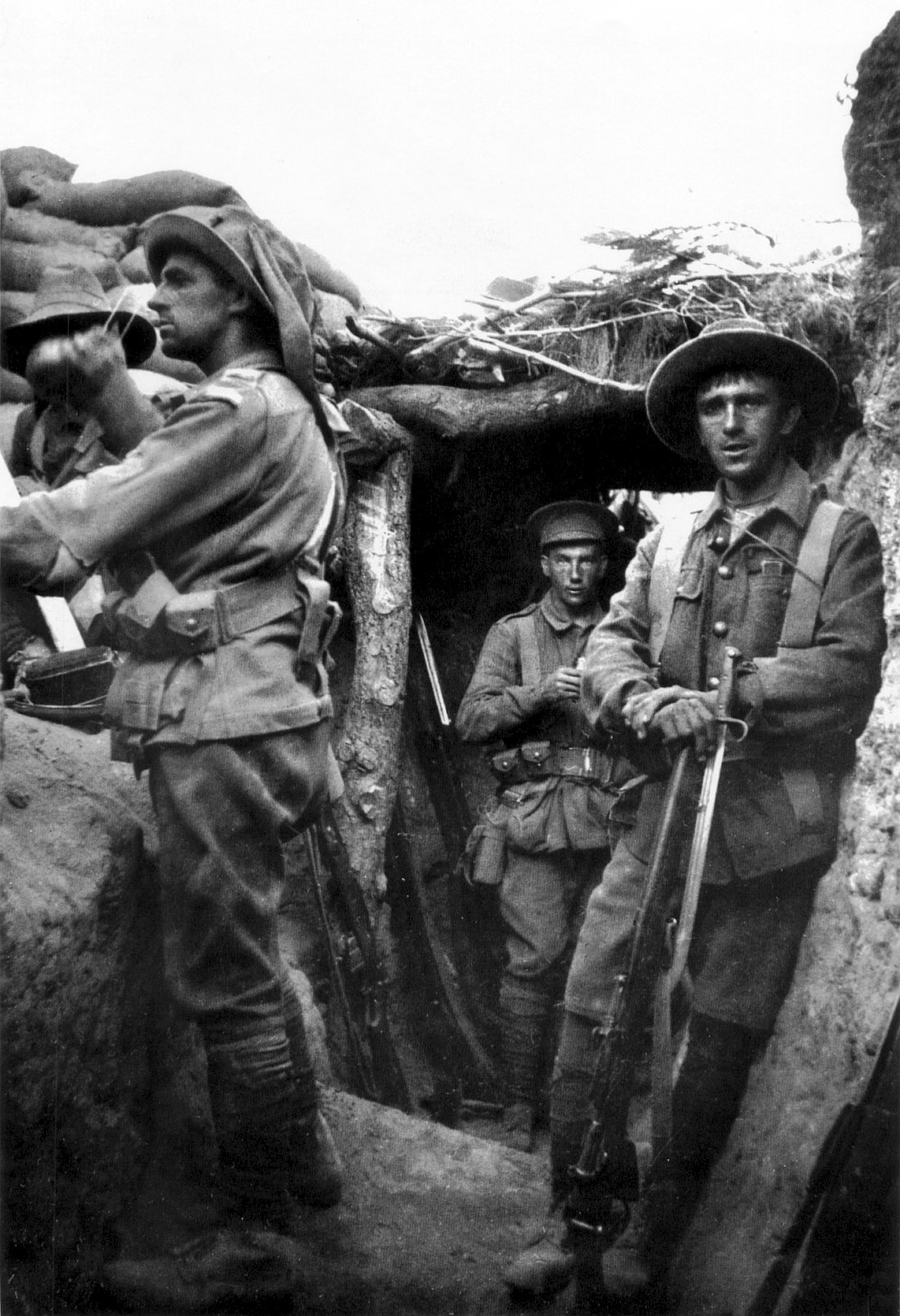
Soldati australiani in una trincea turca appena conquistata a Lone Pine.

Per cercare di risolvere la situazione di stallo a Gallipoli, il 6 agosto i britannici pianificarono di sbarcare nell'Anzac Cove il IX corpo (due brigate della 10ª divisione irlandese, l'11ª e la 53ª divisione) sotto il comando di Sir Frederick Stopford. Il piano di Hamilton non aveva però tenuto in conto la ristrettezza delle teste di ponte australiane e neozelandesi, incapaci di accogliere altri rinforzi; perciò fu deciso di effettuare un terzo sbarco a nord dell'Anzac Cove, nella baia di Suvla, lungo la costa egea: la spiaggia della baia era ideale per una grande operazione anfibia e si trovava di fronte a una pianura salina, dietro alla quale vi era una piana adatta al dislocamento delle truppe. La nuova testa di ponte avrebbe dovuto ricongiungersi a sud con le forze ANZAC snidando i turchi dalle alture di Çunukbahir e di Koja Çemen Tepe, collegate da uno sperone di roccia; furono ideate due azioni diversive per distogliere forze turche da queste alture, una a Lone Pine (le scogliere sovrastanti la baia controllata dalle forze dell'ANZAC) e l'altra a Capo Helles. L'attacco ausiliario a Lone Pine si rivelò una delle battaglie più feroci di tutta la campagna con 1 700 perdite tra gli Alleati, che riuscirono a espugnare la prima linea di trincee avversarie, e circa 4 000 vittime nelle file turche; l'attacco diversivo da Capo Helles fu diretto ancora una volta verso Krithia e l'Achi Baba, ma, sanguinosamente respinto dai turchi, costò 3 480 vittime, mentre i difensori lasciarono sul campo tra morti e feriti 7 150 uomini. Nonostante le dure perdite, l'attenzione turca fu distolta dalla baia di Suvla, dove lo sbarco del IX corpo, coadiuvato da reparti provenienti dai dominion, avvenne con relativa facilità; eliminate le difese turche sulla spiaggia, gli uomini iniziarono a salire verso le alture, ma gli ufficiali esitarono: abituati al fronte occidentale dove le avanzate erano di poche centinaia di metri, dopo aver percorso quasi un chilometro senza incontrare un'apprezzabile resistenza i comandanti incerti decisero di attestarsi.
Più a sud 16 000 soldati, partiti durante la notte dalla baia Anzac, percorrendo il litorale puntarono in direzione della baia di Suvla e verso l'altura di Koja Çemen Tepe per conquistarla. Sulla cima era da poco giunto il colonnello tedesco Kannengiesser, partito da Capo Helles con una divisione turca per dare manforte alle forze impegnate a Lone Pine; egli avvistò in anticipo gli australiani che si stavano inerpicando sull'altura e dette ordine ai circa venti uomini presenti di stendersi a terra e aprire il fuoco: gli australiani furono presi in contropiede e ritenendo di trovarsi di fronte a forze ingenti si misero al coperto preparandosi a difendere la posizione. I rilievi rimasero in mano turca e il giorno seguente von Sanders inviò sul posto due reggimenti di riserva. Più a sud un battaglione neozelandese raggiunse la sommità del Çunukbahir dove gli addetti di una mitragliatrice erano addormentati, ma elementi turchi sui fianchi aprirono il fuoco impedendo l'arrivo di rinforzi. Il 9 agosto fu rinnovato l'attacco a Koja Çemen Tepe con un piccolo reparto di soldati britannici e gurkha che arrivò fino alla sommità e la conquistò con una carica alla baionetta; impegnato a contenere il contrattacco turco, il reparto venne preso sotto il fuoco delle corazzate al largo, ignare dell'avvenuta occupazione, che fecero strage dei loro stessi soldati.

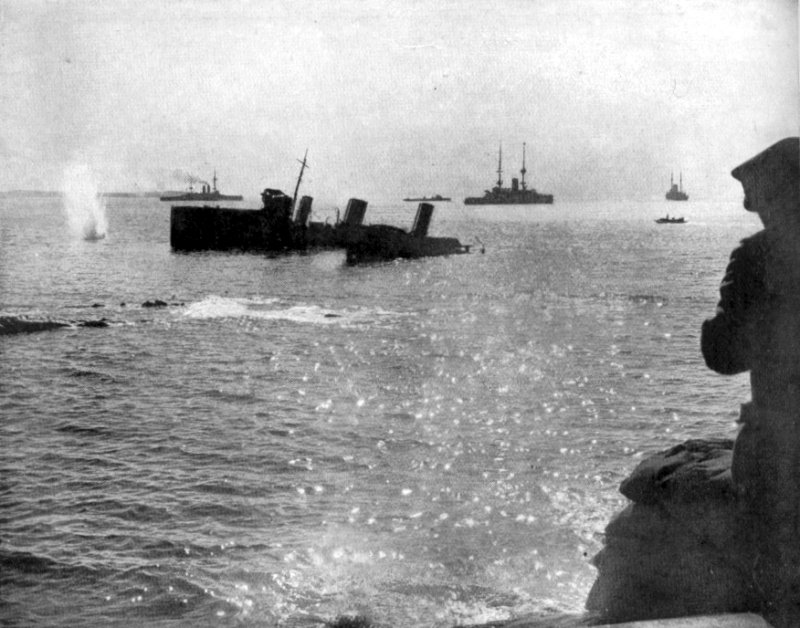
Il cacciatorpediniere HMS Louis sotto il fuoco delle artiglierie turche nella baia di Suvla.

Il 10 agosto i turchi, sotto il comando di Mustafa Kemal, sferrarono un attacco alla baionetta verso la sommità del Çunukbahir contro i due battaglioni territoriali delle "armate di Kitchener" al loro battesimo del fuoco, che avevano dato il cambio ai neozelandesi. Alle 04:45 i turchi dettero inizio all'attacco; i Loyal North Lancashire furono sterminati mentre i Wiltshire, che in quel momento erano in seconda linea a riposo, non poterono far altro che indietreggiare. I turchi dilagarono giù per il pendio fino a quando le mitragliatrici neozelandesi, posizionate su un vicino sperone di roccia, ne stroncarono la carica.
(Otto Liman von Sanders)
Dopo lo sbarco del 6 agosto seguirono tre giorni di inerzia e di scaramucce e, a meno di un chilometro da dove si stava combattendo, ben sei battaglioni britannici consumavano il loro tempo in totale inattività. Il IX corpo aveva indugiato troppo a lungo e perse la possibilità di conquistare le alture con costi minimi; sfumò anche la superiorità numerica in quanto i turchi avevano fatto affluire importanti rinforzi e irrobustito le postazioni sui rilievi attorno all'arida pianura, inchiodando così le truppe alleate.
Nei quattro giorni di combattimenti intorno alla baia di Suvla e a Çunukbahir erano entrati in azione 50 000 soldati britannici: 2 000 furono uccisi e 10 000 feriti, oltre 22 000 dovettero essere evacuati dalla penisola e trasportati via mare in Egitto o a Malta perché feriti o malati. Tra le truppe sbarcate a Suvla regnavano il disordine e l'incapacità; le truppe territoriali delle armate di Kitchener erano decisamente inferiori alle unità turche e mancavano di comandanti capaci, di salmerie e di provviste; il generale Stopford e i suoi comandanti di divisione furono rimossi. Gli attacchi britannici si susseguirono senza esito per diversi giorni e il 21 agosto venne lanciato l'ultimo assalto con quattro divisioni appoggiate da quattro incrociatori al largo: i turchi, ben attestati sulle alture, bene armati e motivati, resistettero sia presso il "colle Scimitarra" sia a Quota 60, dove già il 9 agosto si erano dovuti confrontare con le forze britanniche. Gli attacchi furono massicci ma infruttuosi, dei 14 500 soldati che attaccarono le due posizioni oltre 5 000 furono uccisi o feriti; logorati dalle ripetute offensive i britannici rinunciarono all'assalto a Quota 60. I difensori accusarono circa 2 500 vittime.
A fine agosto il comando del IX corpo passò al generale Sir Julian Byng, veterano del fronte occidentale, il quale poté solamente constatare lo stato penoso in cui versavano le truppe a Suvla. La diarrea flagellava tutti gli uomini, deboli e demotivati; il servizio sanitario era alquanto scadente e non sempre i feriti erano ricoverati o medicati adeguatamente; le postazioni alleate erano di continuo bersagliate dall'artiglieria turca annidata tra le alture antistanti le spiagge. La situazione era tanto precaria che il 31 agosto il generale Byng scrisse ai familiari: «Siamo bombardati giorno e notte, perché dietro di noi non c'è altro spazio, cosa che dà non poco sui nervi. Per fortuna non hanno tanti pezzi come i crucchi, né grandi come i loro, ma ne hanno abbastanza per tenerci sulle spine». Lo stesso Byng comunicò ad Hamilton che le forze a terra non disponevano di abbastanza pezzi e neppure di sufficiente munizionamento per sostenere una nuova offensiva. Hamilton ribatté che il giudizio del generale Byng era offuscato dall'abitudine a ricevere copiosi rifornimenti sul fronte in Francia e che tali richieste avrebbero condannato a una indefinita impasse.

## Fine delle operazioni e reimbarco

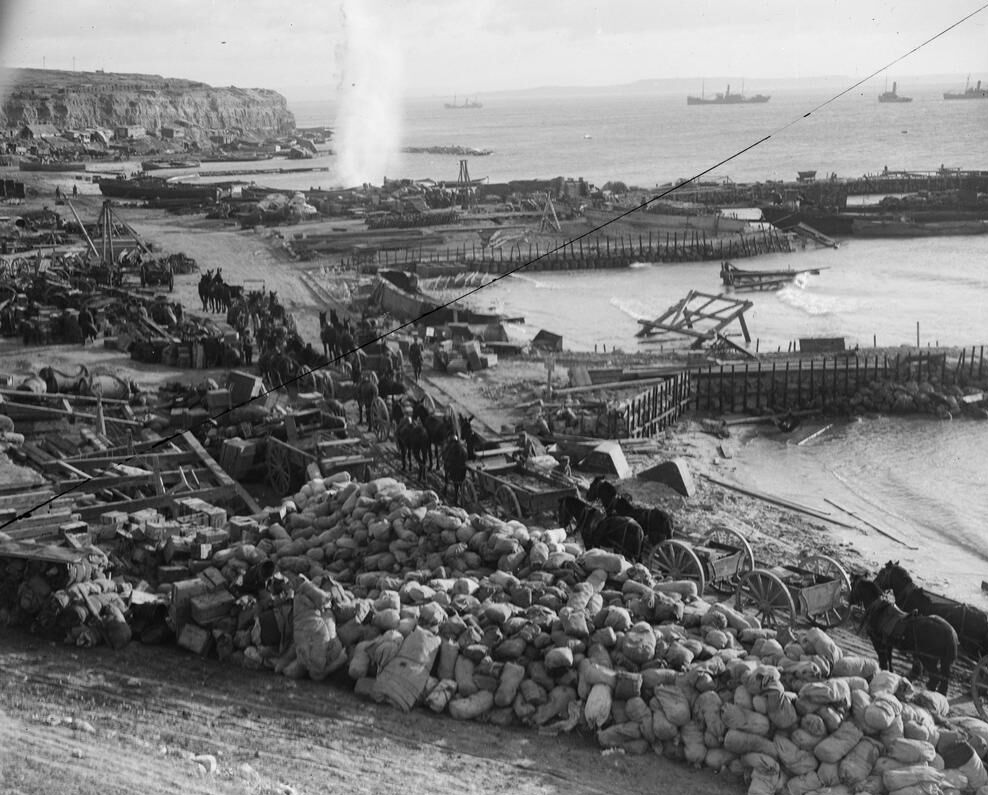
Fasi finali dell'evacuazione delle truppe britanniche dalla "spiaggia W", 7 gennaio 1916

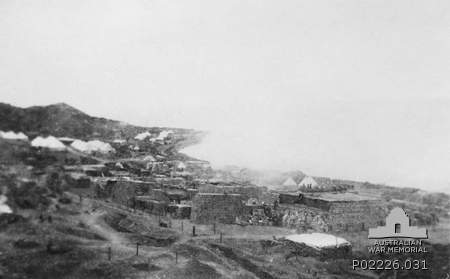
Visuale sopraelevata della spiaggia nord dell'Anzac Cove; i vettovagliamenti che non poterono essere recuperati furono dati alle fiamme prima dell'evacuazione completa

Alla fine di settembre 1915 la campagna entrò nella sua fase conclusiva; a Capo Helles, nella baia Anzac e a Suvla la situazione era ormai a un punto morto. Lo stesso mese il commodoro Roger Keyes, il capo di Stato maggiore di de Robeck nei Dardanelli, presentò un nuovo piano per il forzamento dei Dardanelli, facendo esclusivo affidamento sulla marina: nonostante il parere negativo dello stesso de Robeck, l'Ammiragliato si dimostrò abbastanza propenso a prendere in considerazione il piano solo se l'esercito avesse assicurato un nutrito appoggio. A Gallipoli però il maltempo e le malattie avevano ridotto allo stremo le forze alleate; ogni giorno occorreva evacuare circa 300 uomini e le munizioni scarseggiavano, tanto che ogni pezzo aveva a disposizione solo due granate al giorno. Il 16 ottobre Londra sostituì Ian Hamilton e il suo capo di Stato maggiore Walter Braithwaite con il generale Charles Monro, il quale non fece nemmeno in tempo a sbarcare che il 28 ottobre ricevette un telegramma di Kitchener che gli chiedeva se persistere sul fronte di Gallipoli fosse ancora utile.
Monro, favorevole all'evacuazione della penisola, il 31 ottobre rispose a Kitchener via telegramma caldeggiando il ritiro delle truppe, forte dell'appoggio del generale Byng e accantonando definitivamente le velleità offensive di Keyes. Il generale Birdwood però si disse contrario: affermò infatti che effettuare un'evacuazione non solo avrebbe consegnato, logicamente, la vittoria ai turchi, bensì avrebbe avuto ripercussioni negative anche tra tutti i musulmani nell'impero britannico; lo stesso Kitchener in un primo tempo si dichiarò contrario al reimbarco appena ricevuto il parere di Monro e non venne presa una decisione definitiva. Il 4 novembre Monro fu inviato a Salonicco e il comando passò nelle mani di Birdwood, il quale si adoperò subito per rinnovare gli attacchi nella penisola; fu però frenato da Kitchener, sbarcato sulla penisola l'11 novembre per verificare di persona la situazione. Dopo diverse discussioni sulle possibili gravi perdite che la ritirata avrebbe potuto comportare e sulla possibilità di altre azioni anfibie ad Alessandretta o nella baia di Ayas, il 22 novembre Kitchener, sicuramente influenzato dall'orientamento rinunciatario del governo, concesse con riluttanza l'autorizzazione a evacuare Suvla e l'Anzac Cove; ordinò invece di mantenere una permanenza almeno temporanea a Capo Helles. Intanto le condizioni meteorologiche a Gallipoli peggiorarono, tanto che il 27 novembre nelle trincee, allagate da una pioggia battente, annegarono circa 100 uomini; nei giorni successivi una bufera di neve causò oltre 12 000 casi di congelamento soprattutto nelle file dei soldati australiani e indiani. Il 7 dicembre il Gabinetto prese la decisione definitiva e diede l'ordine di procedere all'evacuazione totale di Suvla e Anzac.
Le truppe cominciarono il reimbarco dalle baie Anzac e Suvla l'8 dicembre, protette dalle retroguardie sotto il comando del capitano Clement Attlee. L'operazione si concluse con successo nella notte fra il 19 e il 20 dicembre: furono tratti in salvo 83 048 soldati assieme a 4 695 cavalli e muli, 1 718 automezzi e 186 cannoni pesanti; grazie all'accurata organizzazione e a una certa dose di fortuna le grandi perdite e il temuto disastro non si verificarono. Il 27 dicembre il governo britannico decise di evacuare anche Capo Helles, eliminando così qualsiasi presenza delle forze dell'Intesa nella penisola di Gallipoli e ancora una volta, mediante una buona preparazione e grazie all'inattività turca, l'evacuazione avvenne brillantemente, concludendosi nella notte tra l'8 e il 9 gennaio 1916: furono reimbarcati senza perdite 35 268 soldati e 3 689 cavalli e muli, ma dovettero essere abbandonati 1 590 veicoli; del pari 508 muli, che non poterono essere trasportati per problemi di spazio, furono abbattuti. A Capo Helles gli Alleati lasciarono le vecchie teste di ponte disseminate di mine antiuomo; avevano inoltre fabbricato manichini sentinella e fucili a "orologeria", che facevano fuoco a intermittenza grazie a un ingegnoso meccanismo composto da due lattine, una superiore piena di sabbia bagnata e una inferiore vuota: l'acqua che fluiva dalla prima lattina ricadeva nella seconda che, abbassandosi, faceva scattare il grilletto.

## Il ruolo della marina

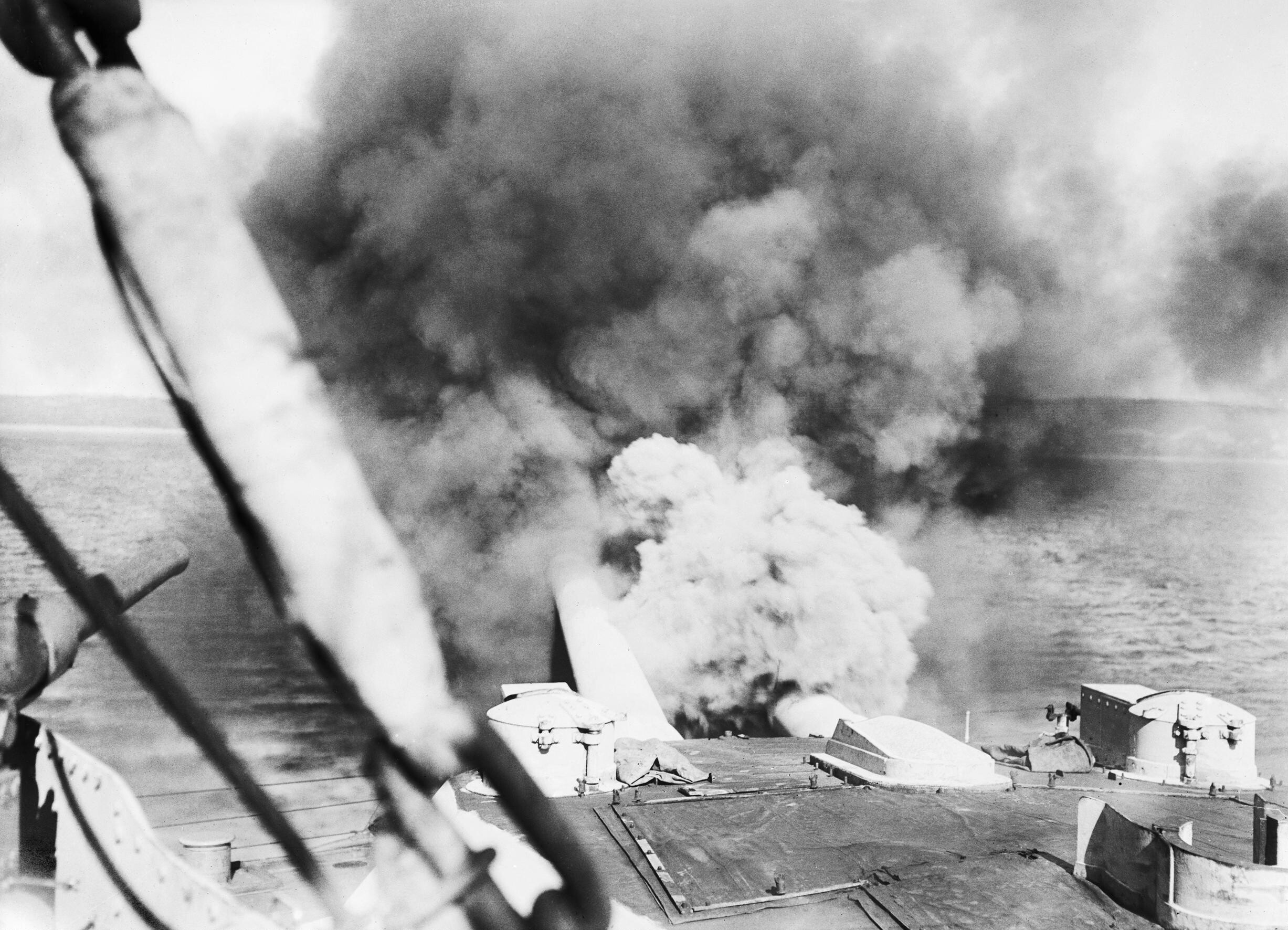
La HMS Canopus mentre bombarda i forti ottomani nei Dardanelli, maggio 1915.

A seguito del fallito forzamento dello stretto il 18 marzo e della riuscita delle operazioni di sbarco del 25 aprile, l'azione delle unità della flotta anglo-francese si sviluppò lungo due direzioni: fornire sostegno d'artiglieria alle teste di ponte alleate garantendone il vettovagliamento e ostacolare il traffico navale ottomano attraverso il Mar di Marmara. La campagna sommergibilistica condotta nel Mar di Marmara rappresentò uno dei pochi successi della campagna: tra aprile e dicembre 1915 un totale di nove sommergibili britannici (tra cui uno della Royal Australian Navy) e quattro francesi affondarono una nave da battaglia, un cacciatorpediniere, cinque cannoniere, undici navi trasporto truppe, quarantaquattro mercantili e 148 unità minori ottomane, a fronte di otto battelli perduti. L'insidia dei sommergibili paralizzò quasi completamente il traffico navale ottomano nel bacino, di fatto ridotto a qualche rapido trasporto notturno con piccole imbarcazioni: i rifornimenti per le truppe a Gallipoli dovettero essere deviati lungo la via terrestre, lunga cinque giorni di marcia attraverso strade poco battute, con ovvi svantaggi per l'operatività della 5ª armata; i continui raid dei battelli alleati provocarono poi un netto calo del morale delle truppe turche.
Dopo due tentativi condotti a metà aprile, che erano costati la perdita del sommergibile francese Saphir e di quello britannico E15, il primo battello che riuscì a superare gli sbarramenti di mine e penetrare nel Mar di Marmara fu l'australiano HMAS AE2 la mattina del 25 aprile 1915: il sommergibile affondò la cannoniera turca Peyk I Sevket ma non ottenne altri successi a causa di numerosi problemi con i siluri, finendo infine con l'autoaffondarsi il 30 aprile dopo essere rimasto danneggiato al termine di un serrato scontro con la torpediniera Sultanhisar. Notevoli successi furono raccolti dal britannico HMS E11 del tenente comandante Martin Dunbar-Nasmith, il quale ottenne la Victoria Cross per le sue azioni nel bacino: dopo aver forzato lo stretto il 18 maggio, Nasmith affondò vari battelli nel Mar di Marmara e il 25 maggio penetrò nel porto di Costantinopoli dove silurò la nave da trasporto Stamboul, evento che ebbe un forte impatto sul morale turco; dopo essere riuscito a rientrare alla base, l'8 agosto 1915 lo E11 passò di nuovo lo stretto e affondò la vecchia pre-dreadnought Barbaros Hayreddin, oltre a bombardare la costa e sbarcare un sabotatore per attaccare un ponte della ferrovia di Baghdad.

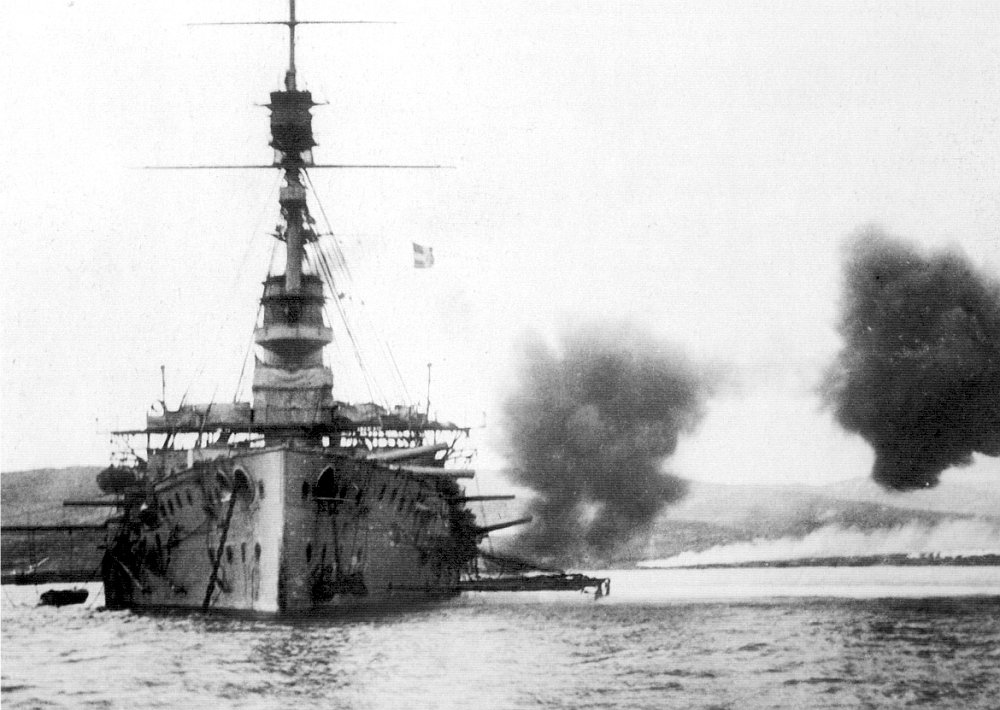
La apre il fuoco contro i turchi a Suvla per coprire l'evacuazione delle truppe britanniche, dicembre 1915.

Il supporto dato dai grossi calibri delle corazzate fu importante per sostenere la difesa delle teste di ponte, una situazione tattica riconosciuta dallo stesso von Sanders che affermò come « [...] l'effetto dell'artiglieria delle corazzate avversarie costituì un supporto di straordinaria potenza per le truppe da sbarco»; tuttavia almeno una volta i turchi si opposero con unità di superficie: la notte tra il 12 e il 13 maggio 1915, in una delle rare azioni offensive intraprese dalla flotta ottomana durante la campagna, il cacciatorpediniere Muâvenet-i Millîye eluse la sorveglianza britannica e affondò con due siluri la corazzata HMS Goliath al largo di Capo Helles. All'inizio di maggio, una piccola flottiglia di sommergibili della marina tedesca venne trasferita a Costantinopoli per sostenere gli ottomani, ottenendo subito diversi successi; particolarmente proficua si rivelò la campagna dello SM U 21 del Kapitänleutnant Otto Hersing, poi insignito della Pour le Mérite (massima onorificenza dell'Impero tedesco) per le sue azioni a Gallipoli: il 25 maggio colò a picco la corazzata HMS Triumph al largo della testa di ponte ANZAC e il 27 maggio affondò la corazzata HMS Majestic davanti Capo Helles. La minaccia dei sommergibili tedeschi spinse ben presto l'Ammiragliato a richiamare tutte le corazzate dai Dardanelli, affidando il supporto di fuoco dei reparti a terra a incrociatori e cacciatorpediniere; la partenza delle corazzate si riflesse negativamente sul morale delle truppe ma l'appoggio d'artiglieria non ne risentì: spesso il sostegno alle truppe a terra veniva dato con le batterie secondarie di medio calibro, perciò il compito poté essere efficacemente ricoperto dagli incrociatori obsoleti, dotati di carene antisiluro e cannoni da 152 mm, o dai cacciatorpediniere, che si ancoravano a ridosso della spiaggia, impiegando tutte le loro armi e i proiettori in caso di scontri notturni.

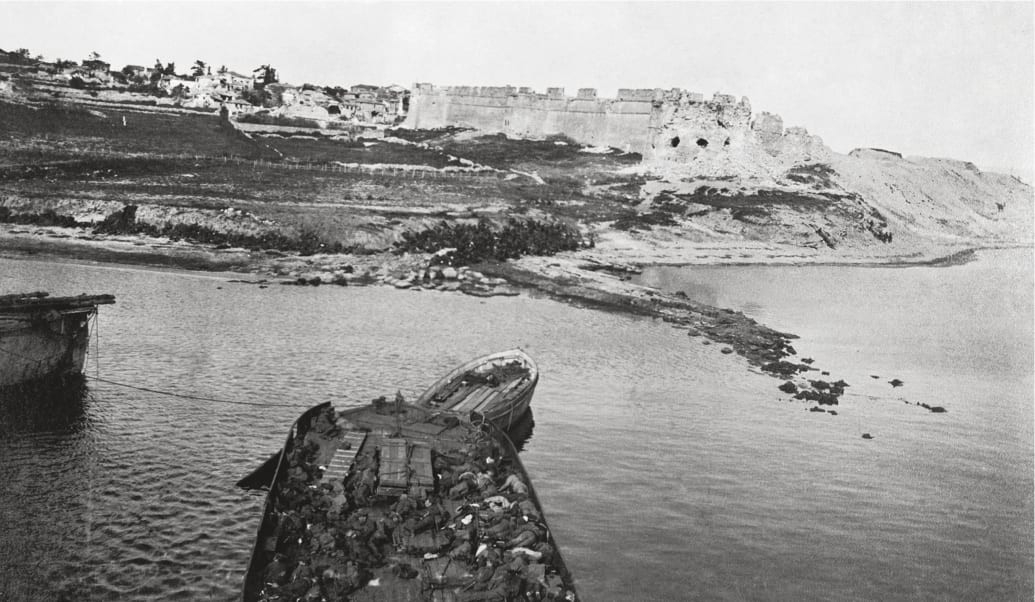
La spiaggia di Sedd-el-Bahr vista da bordo della SS River Clyde dopo lo sbarco, con i morti del Royal Munster Fusiliers e del The Hampshire Regiment.

La ricognizione aerea venne estensivamente utilizzata e si avvalse sia di idrovolanti operanti dalla HMS Ark Royal, sia di palloni frenati che si alzavano da due navi adibite, la HMS Manica (giunta per prima) e la HMS Hector; l'osservazione dai palloni fu difficile anche per la distanza dagli obiettivi, ma comunque efficace, e preoccupò i turchi al punto che cercarono ripetutamente di abbatterli con l'artiglieria o gli aeroplani.
Nel corso della campagna si svilupparono interessanti innovazioni tecniche: le scialuppe trainate da rimorchiatori e poi spinte a remi dei primi sbarchi vennero sostituite da chiatte blindate con rampe abbattibili dette Beetle, spinte praticamente fino a riva in sicurezza, antesignane dei moderni Landing Craft Assault in uso tuttora; per rivelare i sommergibili vennero adottate reti segnalatrici che si muovevano quando il battello le urtava; il trasporto e la distribuzione delle truppe vennero rivoluzionati dal Mauretania e dall'Aquitania, transatlantici della Cunard Line capaci di raggiungere oltre 25 nodi di velocità (prestazione che scongiurava il pericolo dei sommergibili e richiedeva una scorta minima) e di portare 6 000 soldati per ogni viaggio sull'isola di Mudros, dove in luoghi appositamente schermati potevano trasbordare su battelli più piccoli: un viaggio dalla Gran Bretagna durava una settimana, contro le due delle altre navi trasporto truppe. Molti degli sbarchi della parte finale della campagna si svolsero con perdite assai contenute, anche perché i cacciatorpediniere operavano quasi a ridosso dalla costa (un soldato disse che "un cacciatorpediniere [era] ancorato quasi ai nostri piedi"). Nell'evacuazione dei feriti la marina si dimostrò pure assai efficiente: nel periodo dal 6 al 21 agosto vennero posti in salvo su navi ospedale o trasporti attrezzati 30 890 feriti, trasportati verso Alessandria e Malta.

## Conseguenze

### Politiche
L'insuccesso delle operazioni terrestri a Gallipoli ebbe significative ripercussioni politiche a Londra già durante lo svolgimento della battaglia. In marzo Fisher rassegnò le dimissioni in seguito a un aspro conflitto con Churchill riguardo alla campagna, e nella crisi che seguì i conservatori, una volta avuta conferma che Churchill sarebbe rimasto, costrinsero il primo ministro Herbert Asquith a porre fine al suo governo liberale e a creare una coalizione di governo insieme con il Partito Conservatore.
Il governo Asquith dovette rendere conto all'opinione pubblica riguardo alle deludenti campagne di Gallipoli e di Kut in Mesopotamia, istituendo due commissioni d'inchiesta per indagare su tali episodi; la "Commissione dei Dardanelli" nacque per fare luce sulle cause dell'insuccesso dell'operazione, da cui ne derivò un primo resoconto del 1917 e un secondo due anni dopo. In seguito al fallimento della spedizione, Sir Ian Hamilton, comandante della Mediterranean Expeditionary Force, venne richiamato a Londra nell'ottobre 1915: si scoprì che era stato troppo fiducioso sin dall'inizio e che aveva procurato numerose difficoltà aggiuntive a Stopford durante lo sbarco sulla spiaggia di Suvla dell'8 agosto; alla fine, comunque, emerse un'immagine di Hamilton migliore di quanto fosse veramente. Forse egli stesso tentò in modo poco onesto di procurarsi testimonianze favorevoli e da allora non gli venne più assegnato alcun incarico militare.
Winston Churchill decadde dalla carica di primo lord dell'Ammiragliato come condizione necessaria imposta dai Conservatori per entrare nella coalizione di governo, ma rimase nel consiglio con la sinecura di Cancelliere del Ducato di Lancaster prima di dimettersi alla fine del 1915 e partire alla volta del fronte occidentale, dove prese il comando di un battaglione di fanteria dei Royal Scots Fusiliers nei primi mesi del 1916. Asquith venne in parte incolpato per la sconfitta a Gallipoli e per gli altri risultati disastrosi e nel dicembre 1916, quando David Lloyd George propose un comitato di guerra sotto la propria influenza, i conservatori nella coalizione lo invitarono alle dimissioni e fu sostituito nella carica di primo ministro dallo stesso Lloyd George. Questi creò un nuovo governo nel quale Churchill, nuovamente attivo nella Camera dei comuni dal giugno 1916, ottenne l'incarico di ministro per i rifornimenti militari, malgrado l'opposizione del partito conservatore: rivestendo tale carica, Churchill sarà in seguito responsabile dell'attuazione di numerose innovazioni, tra cui lo sviluppo dei carri armati.

### Militari

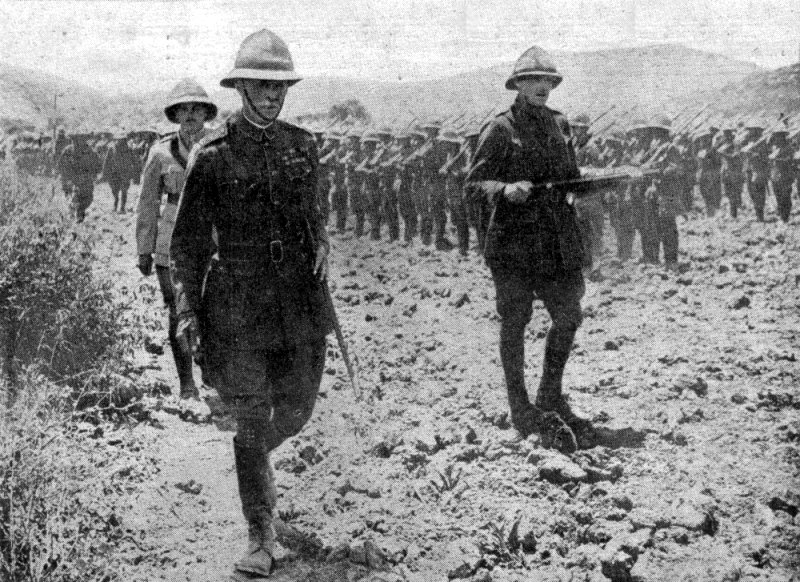
Sir Ian Hamilton ispeziona la Royal Naval Division a Capo Helles. Il generale pagò a caro prezzo la disastrosa campagna nella penisola di Gallipoli.

Gli storici sono divisi nel valutare i risultati della campagna. Broadbent la descrive come a close-fought affair (un combattimento corpo a corpo) che alla fine si rivelò una sconfitta per gli Alleati, mentre Carlyon la considera complessivamente uno stallo. Lo storico Peter Hart non concorda, argomentando che le forze ottomane « [...] impedirono agli Alleati di puntare ai veri obiettivi con relativa facilità», mentre Haythornthwaite la bolla come un "disastro per gli Alleati". La campagna provocò "enormi danni alle risorse naturali ottomane" in un momento della guerra in cui era più facile per gli Alleati che non per gli ottomani ripianare le perdite, ma alla fine fallirono nel tentativo di assicurarsi lo stretto dei Dardanelli. Anche se riuscì a dirottare sul posto le forze ottomane da altre zone coinvolte nelle operazioni in Medio Oriente, l'operazione fece impiegare agli Alleati risorse di cui avrebbero potuto approfittare sul fronte occidentale e costò loro perdite non indifferenti.
La campagna alleata fu caratterizzata da obiettivi indefiniti, piani sterili, artiglieria insufficiente, inesperienza delle truppe, servizio di spionaggio inefficace e mappe assai imprecise, oltre che da logistica ed equipaggiamento inadeguati e carenze tattiche in generale. Inoltre fu sottovalutata la geografia del territorio, un errore amplificato dalle cartine approssimative e dalla mediocre intelligence, che non consentì agli Alleati di sfruttare il terreno a loro vantaggio; al contrario, i comandanti ottomani furono abili nel trarre beneficio dalle ampie porzioni di terreno intorno alle spiagge, alle quali sarebbero potuti accedere gli avversari, posizionando ottime difese che resero agli Alleati più difficile penetrare nell'entroterra e li confinarono nelle vicine spiagge. La necessità della campagna rimane il principale oggetto del dibattito e le recriminazioni che seguirono furono significative, facendo luce sulla profonda spaccatura creatasi tra gli strateghi, divisi tra chi riteneva che le forze alleate si sarebbero dovute concentrare sul fronte occidentale e chi invece proponeva di dare importanza alle operazioni condotte sul fronte orientale, colpendo i tedeschi in un punto vulnerabile, cioè i loro alleati ottomani.
Le operazioni franco-britanniche con i sommergibili furono il solo vero successo della campagna di Gallipoli, col quale forzarono gli ottomani ad abbandonare il mare come via di trasporto; durante la campagna un sommergibile (talvolta anche due) fu sempre in ricognizione in questo specchio d'acqua, e nell'ottobre 1915 c'erano quattro unità nella zona: lo E2, ultimo nella regione, abbandonò il Mar di Marmara il 2 gennaio 1916. Nel frattempo, quattro battelli di classe E e cinque di classe B rimasero nel Mediterraneo per seguire l'evacuazione da Capo Helles. La marina ottomana utilizzò tutte le proprie risorse nel tentativo di far cessare le operazioni, senza esiti apprezzabili a parte qualche successo sporadico, mentre le sue navi per il trasporto merci erano messe in seria difficoltà nelle stesse acque interne; lo storico ufficiale della marina tedesca, l'ammiraglio Eberhard von Mantey, in seguito concluse che se le rotte di comunicazione fossero state meno duramente colpite la 5ª armata ottomana probabilmente avrebbe fronteggiato meglio la situazione. Così come vennero condotte, queste operazioni furono fonte di notevole preoccupazione, minacciando senza sosta le navi, causando gravi perdite, rendendo difficili i tentativi ottomani di mandare rinforzi e bombardando le truppe e le ferrovie.
Gallipoli segnò il termine della carriera di Hamilton e di Stopford, mentre Hunter-Weston venne assegnato al comando della 7ª armata sulla Somme. La competenza dei comandanti di brigata australiani, John Monash (4ª brigata di fanteria) e Harry Chauvel (1ª brigata di cavalleria, divisione ANZAC), fruttò loro la promozione al comando di divisioni e corpi d'armata. L'influenza di Kitchener cominciò a declinare dopo la coalizione di governo formata nel maggio 1915, a causa per lo più del crescente senso di sconfitta maturato ai Dardanelli, e terminò quando a Kitchener fu impedito di soccorrere i francesi a Salonicco nei primi di dicembre 1915. La campagna diede maggiore confidenza all'Impero Ottomano nelle proprie possibilità di sconfiggere gli Alleati: in Mesopotamia contrastò la spedizione britannica a Kut Al Amara, costringendola alla resa nell'aprile 1916, e fu poi programmato un attacco contro il canale di Suez e l'Egitto dalla Palestina meridionale, anche se la sconfitta nella battaglia di Romani e la mancanza di materiali per completare la linea ferroviaria militare, necessaria per tali operazioni, segnò la fine di questo ambizioso progetto. L'ottimismo che derivò ai turchi dalla vittoria a Gallipoli venne sostituito da un generale senso di angoscia e i britannici rimasero in Medio Oriente sino al termine del conflitto mondiale.
La campagna dei Dardanelli ebbe un significativo impatto sullo sviluppo di ambiziosi progetti operativi e venne presa in considerazione nel preparare operazioni quali lo sbarco in Normandia del 1944 e la guerra delle Falkland del 1982; inoltre le esperienze del 1915 influirono sulle audaci operazioni compiute durante la guerra del Pacifico e continuarono a condizionare le attività anfibie dell'esercito statunitense. In base al giudizio di autori come Theodore Gatchel, durante il periodo interbellico la campagna «divenne un punto focale per lo studio della guerra anfibia» in Gran Bretagna e negli Stati Uniti poiché, come Glenn Wahlert sottolinea, coinvolse «tutte e quattro le tipologie di operazioni anfibie: il raid, la dimostrazione, l'assalto e la ritirata». I più assidui analisti furono quelli dello United States Marine Corps, che metodicamente ne isolarono gli errori e ne ripresero i punti di forza per la pianificazione delle operazioni future: ancora oggi la campagna è oggetto di studio e conferenze nello Stato maggiore dei Marines.
Russell Weigley ha scritto che un'analisi della campagna prima del secondo conflitto mondiale portò alla "convinzione che tra le maggiori forze armate del pianeta" gli assalti anfibi non avrebbero potuto avere successo contro le moderne difese e che verosimilmente questa idea sopravvisse sino allo sbarco in Normandia del giugno 1944, nonostante il successo di operazioni anfibie precedenti in Sicilia e a Salerno in Italia, e a Tarawa e nelle Isole Marshall nel Pacifico. Peter Hart sostiene la supposizione di Weighley scrivendo che, sebbene questa impressione negativa prevalesse tra i pianificatori alleati negli anni del periodo interbellico, da dopo il 1940 la possibilità di nuove operazioni anfibie venne maggiormente considerata.
La memoria di Gallipoli ebbe un peso per gli australiani durante le fasi di preparazione della campagna della Penisola di Huon sul finire del 1943. Nel settembre di quell'anno le forze australiane diedero inizio alla prima operazione anfibia dai tempi di Gallipoli, quando sbarcarono a Finschhafen in Nuova Guinea: l'approdo venne intralciato da errori di navigazione e le truppe sbarcarono sulla spiaggia sbagliata, ma, memori della precedente disfatta britannica, i soldati si riorganizzarono rapidamente e avanzarono.

### Perdite
|                  | Morti  | Feriti  | Dispersi/prigionieri | Totale  |
| Impero ottomano  | 56 643 | 107 007 | 11 178               | 174 828 |
| Regno Unito      | 34 072 | 78 520  | 7 654                | 120 246 |
| Francia          | 9 798  | 17 371  | –                    | 27 169  |
| Australia        | 8 709  | 19 441  | –                    | 28 150  |
| Nuova Zelanda    | 2 721  | 4 752   | –                    | 7 473   |
| India britannica | 1 358  | 3 421   | –                    | 4 779   |
| Terranova        | 49     | 93      | –                    | 142     |
| Totale Alleati   | 56 707 | 123 598 | 7 654                | 187 959 |

Le stime sulle perdite riportate dalle due parti durante la campagna variano molto da fonte a fonte, ma si ritiene che prima della fine delle operazioni più di 100 000 uomini rimasero uccisi: da 56 000 a 68 000 turchi, 53 000 tra britannici e francesi. Lo scrittore australiano Les Carlyon stimò 43 000 morti o dispersi britannici, tra cui 8 709 australiani; circa un quarto del totale del contingente neozelandese sbarcato sulla penisola rimase ucciso, per un totale di 2 721 morti, mentre le forze indiane riportarono 1 358 caduti. In generale vi fu circa mezzo milione di perdite totali durante la campagna, con la storia ufficiale britannica che indica le perdite, compresi gli ammalati, in 205 000 britannici, 47 000 francesi e 251 000 turchi; la verosomiglianza di quest'ultimo dato è molto disputata e spesso sono indicati totali più alti, con alcune fonti che stimano le perdite in 2 160 ufficiali e 287 000 sottufficiali e soldati, di cui 87 000 morti. Molti soldati dei due schieramenti si ammalarono a causa delle pessime condizioni igieniche, in particolare di febbre tifoide, dissenteria e diarrea: si stima che almeno 145 000 britannici e 64 000 turchi contrassero malattie durante la campagna.
Nel novembre 1918, a ostilità ormai concluse, 900 soldati australiani e neozelandesi della Anzac Mounted Division furono inviati a Gallipoli per verificare il rispetto dell'armistizio da parte delle forze ottomane: accampati a Camburnu vicino Kilid Bahr, gli uomini trascorsero tre mesi in pieno inverno a pattugliare la penisola, ispezionare le postazioni turche e identificare le tombe dei caduti; quando infine queste truppe furono richiamate in Egitto il 19 gennaio 1919, altri 11 soldati erano morti e 110 ricoverati in ospedale per malattie varie. La scrittrice Lindsay Baly affermò che "fu un tragico errore inviare uomini logori laggiù in una simile stagione".
La Commonwealth War Graves Commission (CWGC), l'ente intergovernativo responsabile delle strutture cimiteriali permanenti delle forze dei paesi del Commonwealth, gestisce trentuno cimiteri di guerra nella penisola di Gallipoli: sei a Helles (più una tomba singola, quella del tenente colonnello Charles Doughty-Wylie dei Royal Welch Fusiliers), quattro a Suvla e ventuno nella testa di ponte ANZAC; per i caduti ignoti o seppelliti in mare esistono cinque memoriali dedicati, mentre altri due cimiteri di guerra del CWGC si trovano nell'isola di Lemno, principalmente dedicati ai soldati morti negli ospedali che qui erano situati. L'unico cimitero dedicato ai caduti francesi si trova vicino Sedd el Bahr. I cimiteri variano molto in grandezza, dalle 3 000 tombe del cimitero di Greenhill a Suvla alle 100 del Walker's Ridge di Anzac: generalmente i caduti venivano seppelliti nella zona dove erano stati uccisi invece di essere riuniti in fosse comuni. Alle unità cimiteriali britanniche fu vietato l'accesso alla penisola fino alla conclusione della guerra, con la conseguenza che molti dei contrassegni originari andarono perduti lasciando un'alta percentuale di tombe non identificate. Gli ottomani fecero pochi sforzi durante la campagna per predisporre cimiteri di guerra duraturi e i caduti venivano di solito ammassati in fosse comuni; vi sono vari monumenti e memoriali (il più importante dei quali è il "Memoriale dei Martiri" di Çanakkale) ma un'unica tomba di guerra identificata, quella di un sergente rimasto ucciso a Sari Bari.

## Il ricordo

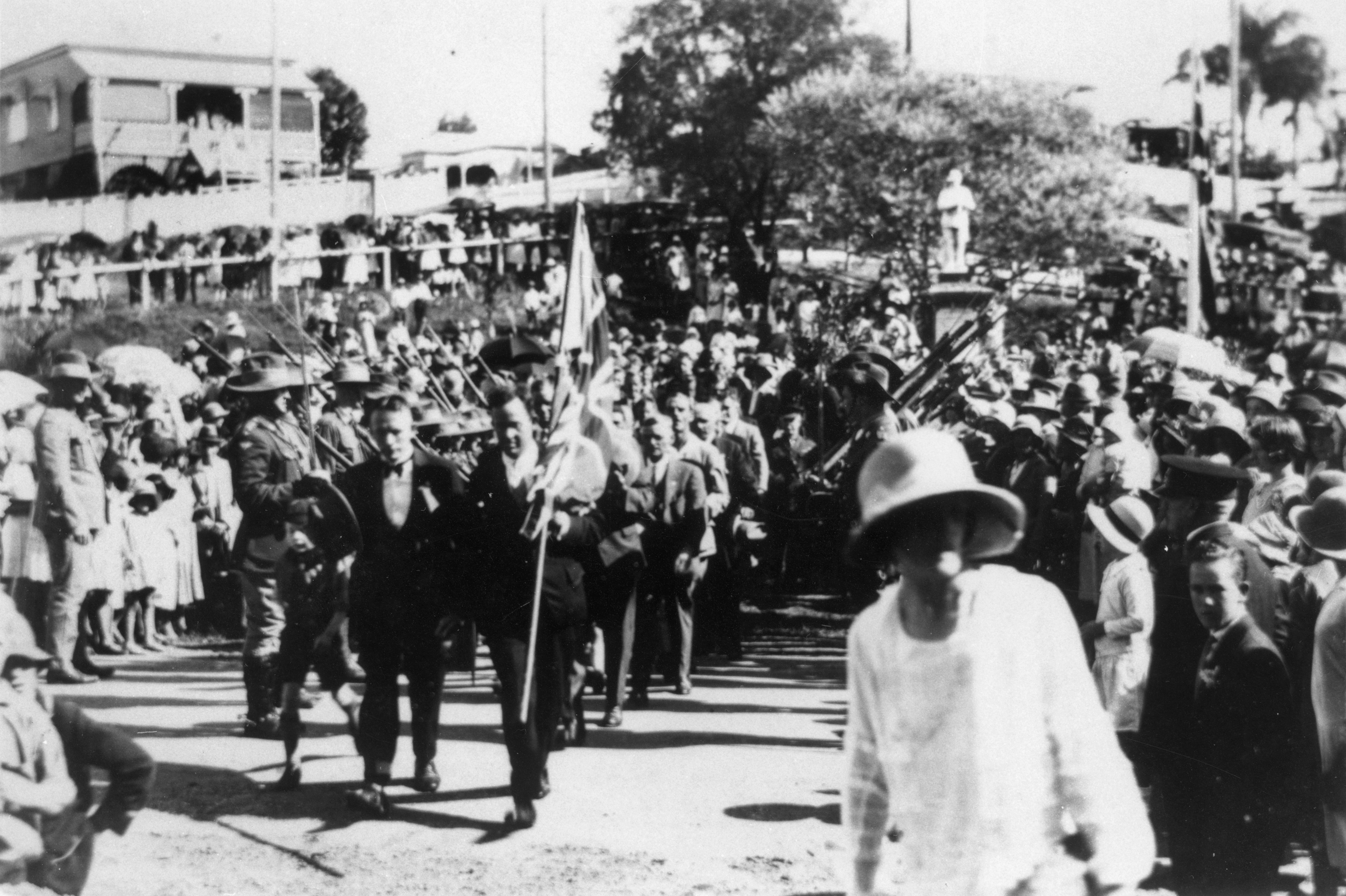
Commemorazioni per l'Anzac Day a Manly nel Queensland, 1922

Ogni 25 aprile, anniversario dello sbarco all'Anzac Cove, in Australia e Nuova Zelanda viene celebrato l'ANZAC Day, la giornata in cui vengono ricordati i soldati di queste due nazioni caduti in tutte le guerre; forte è inoltre la carica simbolica associata, che rappresenta il grande contributo dei soldati australiani e neozelandesi e la crescita del loro patriottismo. Per questo motivo il significato della campagna è profondamente sentito in questi due paesi: nella storiografia popolare viene descritta come "battesimo del fuoco" e collegata al loro emergere come libere nazioni, affrancate dal dominio coloniale britannico; per alcuni la campagna denota anche la nascita di un'autentica identità nazionale australiana dopo la guerra, strettamente vincolata alla concettualizzazione popolare delle qualità dei soldati che la combatterono, riassunta nel concetto di "spirito dell'Anzac".
L'enfasi che ancora dopo molti anni ha caratterizzato il ricordo della battaglia spinse nel 1981 il regista australiano Peter Weir a raccontare la battaglia dal punto di vista dell'ANZAC nel film Gli anni spezzati.
La prima celebrazione non ufficiale dell'ANZAC Day risale al 1916 e fu tenuta nelle chiese di Melbourne, Brisbane e Londra, prima di essere ufficialmente riconosciuta come festività pubblica in tutti gli stati della federazione australiana nel 1923; la giornata divenne festa nazionale anche in Nuova Zelanda negli anni Venti del XX secolo. Le marce organizzate di veterani iniziarono nel 1925 e nello stesso anno una commemorazione venne tenuta sulla spiaggia di Gallipoli; due anni dopo il primo servizio ufficiale all'alba (il momento dello sbarco) venne tenuto nel Cenotafio di Sydney. Durante gli anni Ottanta divenne popolare per i turisti australiano-neozelandesi visitare Gallipoli e presenziare alle cerimonie all'alba: da allora in migliaia hanno vissuto quest'esperienza. Oltre 10 000 persone hanno seguito il 75º anniversario insieme ai capi di Stato e di governo di Turchia, Nuova Zelanda, Regno Unito e Australia. Cerimonie al levar del sole vengono officiate anche in Australia; in Nuova Zelanda sono divenute la più seguita forma di celebrazione di questo giorno. L'ANZAC Day rimane la più significativa commemorazione in memoria dei caduti militari e dei veterani in Australia e Nuova Zelanda, ancor più sentito del Remembrance Day (giorno dell'armistizio della seconda guerra mondiale).
In Turchia la battaglia viene vista come un evento cardinale nella storia nazionale, benché venga principalmente ricordata per i combattimenti che ebbero luogo attorno al porto di Çanakkale, dove la Royal Navy venne respinta nel marzo 1915. Per i turchi il 18 marzo ha un significato simile a quello che 25 aprile riveste per australiani e neozelandesi: sebbene non sia una festività pubblica, viene commemorato con speciali cerimonie. La carica emotiva principale della campagna per il popolo turco si sintetizza nel ruolo giocato da Mustafa Kemal durante l'emergenza, che egli seppe ben sfruttare per raggiungere la presidenza della repubblica turca nata nel 1923 dalla rovina dell'Impero Ottomano.

### Ponti

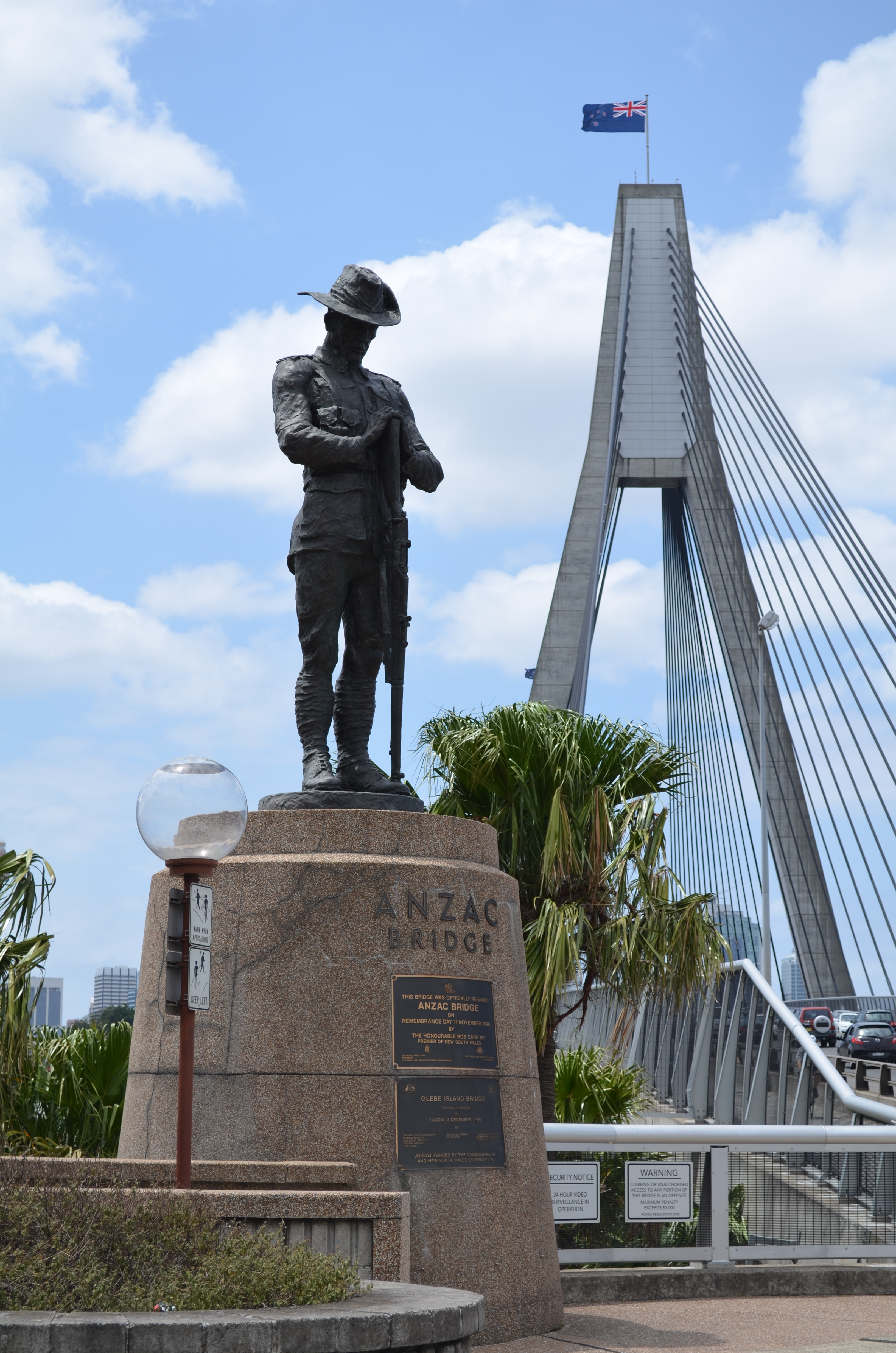
Il monumento al soldato australiano e sullo sfondo l'ANZAC Bridge

Esistono due ponti che commemorano i due schieramenti impegnati nella campagna: l'ANZAC Bridge di Sydney e il Ponte dei Dardanelli a Gallipoli. Il primo ponte dal Remembrance Day 1998 ricorda il corpo di spedizione australiano e neozelandese che prese parte al conflitto: per questo motivo alla sommità dei due piloni sventolano le bandiere australiana e neozelandese. Inoltre, all'ingresso del ponte sono state collocate il 25 aprile (ANZAC Day) 2000 e 2008 due statue a memoria dei soldati ANZAC australiani e neozelandesi. Sotto di esse, è conservata della sabbia proveniente dalle spiagge di Gallipoli. 

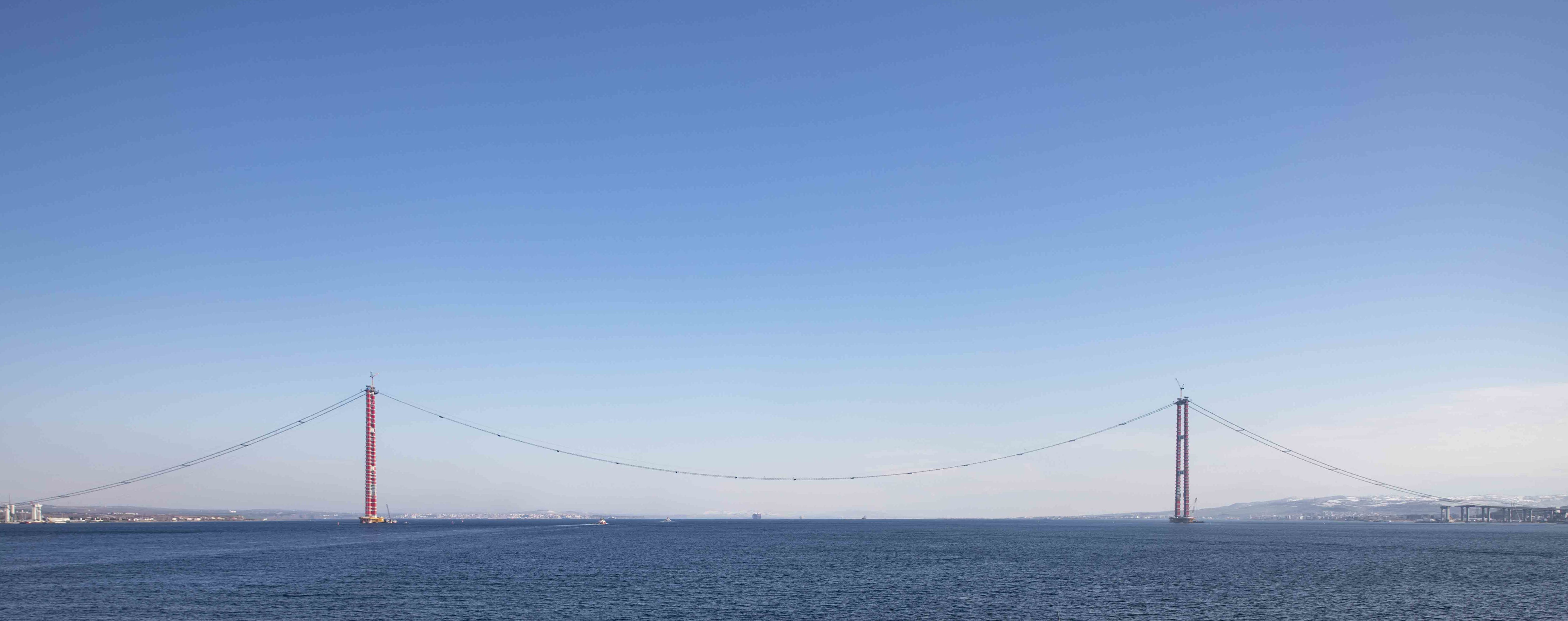
Il Ponte dei Dardanelli, inaugurato il 18 marzo 2022

Il secondo ponte ricorda invece la vittoriosa resistenza delle truppe ottomane guidate da Mustafa Kemal Atatürk. I suoi lavori di costruzione sono infatti iniziati il 18 marzo 2017, data in cui in Turchia si ricorda la campagna. L'opera è stata inaugurata il 18 marzo 2022. Anche l'altezza dei piloni ricorda questa data, essendo altri 318 metri; la distanza tra i due piloni, pari a 2023 metri, omaggia invece il primo secolo della Turchia moderna, la cui identità nazionale ha iniziato a formarsi anche a seguito di questa battaglia. Infine il colore del ponte, rosso e bianco, vuole omaggiare la bandiera turca.

### Nella cultura di massa
L'impatto che la battaglia generò nella cultura popolare fece nascere il termine Çanakkale geçilmez ("Çanakkale è insuperabile") che divenne espressione comune per esprimere l'orgoglio nazionale nel bloccare il massiccio assalto, mentre la canzone Çanakkale içinde ("Una ballata per Çanakkale") fu scritta per commemorare la gioventù turca che cadde durante la battaglia.
Allo stesso tempo anche il cantautore folk scozzese, australiano di adozione, Eric Bogle scrisse una canzone ispirata alla celebre Waltzing Matilda e intitolata The band plays Waltzing Matilda, che narra la storia dello sbarco e dei reduci sottolineando la futilità della guerra; cantata anche dai The Pogues, è inserita nell'album Rum, Sodomy, and the Lash. La battaglia di Gallipoli viene ricordata anche all'interno del brano Cliffs of Gallipoli, compreso all'interno dell'album The Art of War pubblicato dal gruppo svedese dei Sabaton nel 2008.
Sono stati realizzati anche alcuni film che trattano della battaglia di Gallipoli: oltre al già citato Gli anni spezzati, nel 2012 il turco Çanakkale 1915 diretto da Yeşim Sezgin, nel 2013 Çanakkale: Yolun Sonu di Serdar Akar e Kemal Uzun, nel 2014 The Water Diviner, diretto da Russell Crowe.